# Sens (Yonne)
Pour les articles homonymes, voir sens.
Sens [sɑ̃s]  est une commune française, chef-lieu d'arrondissement, située à 100 km au sud-est de Paris, dans le département de l'Yonne, en région Bourgogne-Franche-Comté.
Sens est actuellement la deuxième commune du département de l'Yonne. Au dernier recensement de 2022, la commune comptait 27 275 habitants. Ses habitants sont appelés les Sénonais. En 2012, l'agglomération, au sens géographique et statistique, comptait 36 623 habitants et l'aire urbaine de Sens 62 177 habitants. Sens est la seule ville (hors villages) de l'Yonne à gagner des habitants entre 2011 et 2016, 760 personnes l'ont rejointe.
La commune est récompensée par la distinction Grand Prix et quatre fleurs au palmarès 2007 du concours des villes et villages fleuris.

## Géographie

### Localisation
Sens est située à l’extrême nord-ouest de la Bourgogne-Franche-Comté, à la frontière de trois régions, à savoir l'Île-de-France, le Grand Est et le Centre-Val de Loire. Sens est la principale ville du Sénonais, une région naturelle et un pays couvrant le territoire de l'ancien peuple gaulois des Sénons et de la cité romaine d'Agedincum. Située sur le cours de l'Yonne dans la vallée du même nom, la ville est bordée par les collines de Paron et Saint-Martin-du-Tertre à l'ouest, prolongement du plateau du Gâtinais qui s'étend aussi sur le Loiret. À l'est, elle est bordée par la forêt d'Othe qui s'étend sur le département de l'Aube. Au nord, la vallée de l'Yonne débouche sur la Brie en Seine-et-Marne.

### Communes limitrophes
Les communes limitrophes sont Saint-Denis-lès-Sens, Rosoy, Gron, Maillot, Malay-le-Grand, Paron, Saint-Clément, Saint-Martin-du-Tertre et Saligny.

### Géologie et relief
L'altitude de Sens varie entre 62 et 208 mètres selon le lieu. La mairie de Sens se situe à environ 67 mètres d'altitude.
Cependant, la ville n'est pas vallonnée en son centre, l'altitude ne variant fortement qu'en s'éloignant du centre-ville.

### Hydrographie
Sens est traversée par deux rivières : l'Yonne (principal affluent rive gauche de la Seine) et la Vanne, un de ses affluents rive droite. L'Yonne, d'une longueur totale de 292 kilomètres, traverse la ville du sud vers le nord en provenance du Morvan avant de rejoindre la Seine à Montereau-Fault-Yonne. Sens est aussi le confluent de l'Yonne avec un de ses principaux affluents rive droite : la Vanne. Celle-ci, dont la source se trouve dans l'Aube, coule sur près de 60 kilomètres d'est en ouest et constitue par son captage et ses nombreuses dérivations (les ru), la principale source d'eau de la ville depuis l'Antiquité. En effet, les Romains ont construit au Ier siècle, un aqueduc pour capter l'eau de la Vanne à partir de captages à Theil-sur-Vanne, Noé, Le Clos de Noé, Malay-le-Grand afin de l'acheminer sur 15 kilomètres jusqu'à la cité d'Agedincum, ancêtre de la ville de Sens. De nouveaux tronçons ont été ajoutés à la fin du IIe siècle ou au début du IIIe siècle. Les fouilles récentes ont mis au jour certains tronçons enterrés et permis d'établir que le débit avoisinait les 31 000 m3/jour. L'aqueduc de la Vanne fournit par ailleurs une grande partie de l'eau potable de Paris. D’une longueur de 156 km, commencé en 1866 et achevé en 1874, il est l’œuvre de l’ingénieur Eugène Belgrand qui l’a conçu à la demande du Baron Haussmann qui souhaitait faire venir l’eau potable de sites éloignés de Paris afin de garantir une alimentation en eau de qualité avec un débit régulier.

### Climat
Pour des articles plus généraux, voir Climat de la Bourgogne-Franche-Comté et Climat de l'Yonne.
En 2010, le climat de la commune est de type climat océanique dégradé des plaines du Centre et du Nord, selon une étude du Centre national de la recherche scientifique s'appuyant sur une série de données couvrant la période 1971-2000. En 2020, Météo-France publie une typologie des climats de la France métropolitaine dans laquelle la commune est exposée à un climat océanique altéré et est dans la région climatique Nord-est du bassin Parisien, caractérisée par un ensoleillement médiocre, une pluviométrie moyenne régulièrement répartie au cours de l’année et un hiver froid (3 °C).
Pour la période 1971-2000, la température annuelle moyenne est de 10,9 °C, avec une amplitude thermique annuelle de 15,8 °C. Le cumul annuel moyen de précipitations est de 676 mm, avec 10,8 jours de précipitations en janvier et 7,6 jours en juillet. Pour la période 1991-2020, la température moyenne annuelle observée sur la station météorologique installée sur la commune est de 11,9 °C et le cumul annuel moyen de précipitations est de 644,7 mm. 
La température maximale relevée sur cette station est de 42,4 °C, atteinte le 25 juillet 2019 ; la température minimale est de −22,6 °C, atteinte le 14 février 1956,,.
| Mois                                  | jan.            | fév.             | mars          | avril         | mai             | juin           | jui.           | août           | sep.          | oct.            | nov.           | déc.             | année      |
| ------------------------------------- | --------------- | ---------------- | ------------- | ------------- | --------------- | -------------- | -------------- | -------------- | ------------- | --------------- | -------------- | ---------------- | ---------- |
| Température minimale moyenne (°C)     | 1,7             | 1,4              | 3,3           | 5,3           | 9,1             | 12,2           | 14             | 13,7           | 10,5          | 8,1             | 4,6            | 2,3              | 7,2        |
| Température moyenne (°C)              | 4,4             | 5,1              | 8,1           | 10,9          | 14,7            | 18             | 20,2           | 20,1           | 16,3          | 12,6            | 7,9            | 5                | 11,9       |
| Température maximale moyenne (°C)     | 7,2             | 8,7              | 12,9          | 16,5          | 20,2            | 23,8           | 26,5           | 26,4           | 22,1          | 17,1            | 11,1           | 7,7              | 16,7       |
| Record de froid (°C) date du record   | −22 09.01.1985  | −22,6 14.02.1956 | −12 01.03.05  | −5,6 08.04.03 | −3,8 06.05.1957 | 1,7 05.06.1976 | 4,4 07.07.1962 | 3,8 26.08.1966 | 0,3 25.09.02  | −3,7 25.10.1964 | −10 23.11.1956 | −15,6 31.12.1985 | −22,6 1956 |
| Record de chaleur (°C) date du record | 17,1 05.01.1999 | 22,8 24.02.1990  | 26,8 31.03.21 | 28,9 20.04.18 | 33,3 28.05.17   | 38,4 18.06.22  | 42,4 25.07.19  | 40,2 06.08.03  | 35,8 08.09.23 | 30,5 01.10.1985 | 23 07.11.15    | 19,6 16.12.1989  | 42,4 2019  |
| Précipitations (mm)                   | 50,9            | 48,4             | 45,9          | 52,8          | 59,6            | 51,5           | 55,7           | 48,3           | 50,5          | 63,2            | 56,3           | 61,6             | 644,7      |

| Diagramme climatique                                  |            |             |             |             |              |            |              |              |             |             |            |
| J                                                     | F          | M           | A           | M           | J            | J          | A            | S            | O           | N           | D          |
| 7,21,750,9                                            | 8,71,448,4 | 12,93,345,9 | 16,55,352,8 | 20,29,159,6 | 23,812,251,5 | 26,51455,7 | 26,413,748,3 | 22,110,550,5 | 17,18,163,2 | 11,14,656,3 | 7,72,361,6 |
| Moyennes : • Temp. maxi et mini °C • Précipitation mm |            |             |             |             |              |            |              |              |             |             |            |

Les paramètres climatiques de la commune ont été estimés pour le milieu du siècle (2041-2070) selon différents scénarios d'émission de gaz à effet de serre à partir des nouvelles projections climatiques de référence DRIAS-2020. Ils sont consultables sur un site dédié publié par Météo-France en novembre 2022.

## Urbanisme

### Typologie
Au 1er janvier 2024, Sens est catégorisée centre urbain intermédiaire, selon la nouvelle grille communale de densité à sept niveaux définie par l'Insee en 2022.
Elle appartient à l'unité urbaine de Sens, une agglomération intra-départementale regroupant six  communes, dont elle est ville-centre,,. Par ailleurs la commune fait partie de l'aire d'attraction de Sens, dont elle est la commune-centre,. Cette aire, qui regroupe 65 communes, est catégorisée dans les aires de 50 000 à moins de 200 000 habitants,.

### Occupation des sols

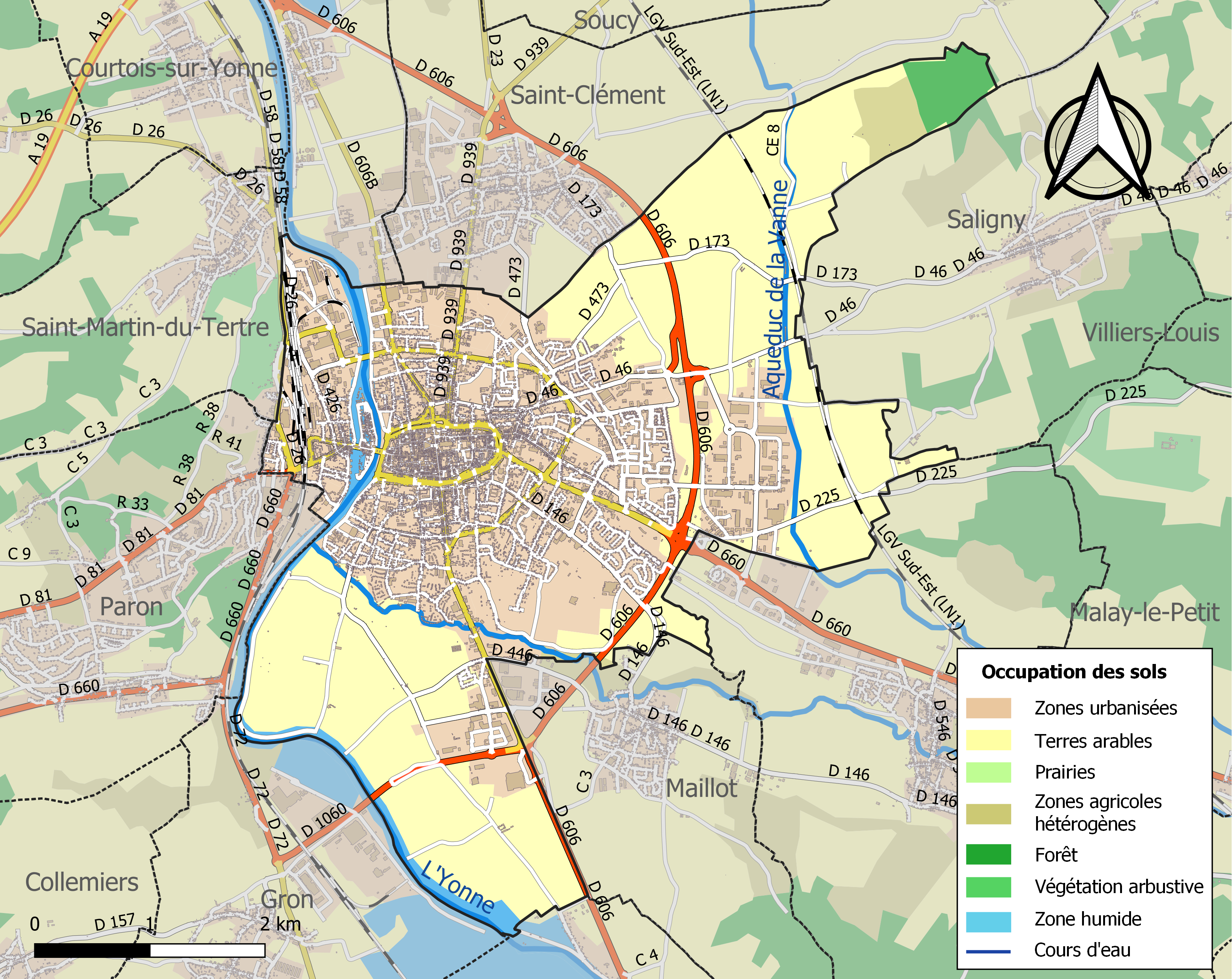
Carte des infrastructures et de l'occupation des sols de la commune en 2018 (CLC).

L'occupation des sols de la commune, telle qu'elle ressort de la base de données européenne d’occupation biophysique des sols Corine Land Cover (CLC), est marquée par l'importance des territoires agricoles (48,4 % en 2018), en diminution par rapport à 1990 (57,9 %). La répartition détaillée en 2018 est la suivante :
terres arables (46,9 %), zones urbanisées (31,1 %), zones industrielles ou commerciales et réseaux de communication (14,9 %), eaux continentales (3,7 %), forêts (1,6 %), zones agricoles hétérogènes (1,5 %), espaces verts artificialisés, non agricoles (0,2 %). L'évolution de l’occupation des sols de la commune et de ses infrastructures peut être observée sur les différentes représentations cartographiques du territoire : la carte de Cassini (XVIIIe siècle), la carte d'état-major (1820-1866) et les cartes ou photos aériennes de l'IGN pour la période actuelle (1950 à aujourd'hui).

### Morphologie urbaine
Le territoire de la ville est divisé en neuf secteurs, chacun disposant d'un conseil ayant pour mission d'améliorer les conditions de vie des habitants en les incitant à participer à leur embellissement.
- Secteur 1 : L'Île ;
- Secteur 2 : Centre-Ville ;
- Secteur 3 : Clos-le-Roi ;
- Secteur 4 : Moulin-à-Tan ;
- Secteur 5 : Boutours ;
- Secteur 6 : Maillot ;
- Secteur 7 : Champs Plaisants ;
- Secteur 8 : Chaillots ;
- Secteur 9 : Sainte-Béate.

### Logement
Le nombre de logements sur la commune a été estimé à 14 387 en 2015. Ces logements se composent de 12 552 résidences principales, 308 résidences secondaires ou occasionnelles ainsi que 1 527 logements vacants. L'ensemble des logements est réparti comme suit : 5 053 maisons et 9 245 appartements.
Sur l'ensemble des résidences principales de la ville, seuls 18,1 % des logements ont été construits entre 1991 et 2012. 81,9 % des logements ont donc été construits avant 1990, soit une part importante de logements anciens.
En 2015, la majorité des résidences principales sont des 3 pièces (29,2 %), talonnés par les 4 pièces (24,1 %), suivit des 2 pièces (20,0 %), des 5 pièces et plus (19,7 %) et enfin des 1 pièce (07,0 %), pour un total de 12 552 résidences principales.
Une part importante des résidences principales sont louées (7 392, soit 58,9 % pour 14 459 locataires). Viennent ensuite les propriétaires (4 909 logements, soit 39,1 % pour 9 885 habitants). Finalement, 256 logements sont gratuits (soit 2 %, pour 534 habitants).
Sur l'ensemble des résidences principales, 97,0 % sont équipées d'une salle de bain avec baignoire ou douche (soit 12 177 logements). La majorité de ces logements sont équipés de chauffage central individuel (48,7 %), suivis par le chauffage central collectif (31,4 %) et enfin le chauffage individuel électrique (18,1 %).
Avec une superficie de 21,92 km2, soit une densité de population de 1 183 hab./km2.

### Projets à venir
Plusieurs projets d'aménagements sont à l'étude ou seront bientôt lancés.
- Réaménagement de la place Drapès lancé en fin d'année 2018, fini d'ici l'été 2019[YR 1]
- Plusieurs autres chantiers sont prévus au centre-ville, dans le cadre du programme "Cœur de Ville"[YR 2]
- Réhabilitation de l'hôpital de Sens[YR 3]
- Fin de la construction de la déviation Sud[YR 4]
- Réaménagement du quartier Saint Paul : création d'une résidence de grand standing et de commerces à la place de l'ancien Intermarché,[YR 5],[YR 6]
- Dans le cadre du nouveau programme de rénovation urbaine, les quartiers prioritaires des Arènes et des Champs Plaisants se préparent à une importante mutation. Le projet doit être validé le 11 septembre 2019 par l'ANRU[YR 7].

### Projets réalisés
Les moulins Dumée ont été démolis à la fin de l'année 2018. Une résidence senior, nommée Les Sénons, va y être construite. Elle devrait être terminée d'ici 2021, et abritera 123 appartements répartis en 18 T1, 80 T2 et 25 T3.
Les quais de l'Yonne (quais Ernest Landry et Jean Moulin) ont été réaménagés en 2018. Après rénovation, la place de la voiture y a été réduite : il n'y a désormais plus qu'une voie de circulation dans chaque sens, contre 2 auparavant, et deux ronds-points ont été aménagés aux extrémités des quais, afin de fluidifier la circulation. En revanche, un parking a été aménagé près du cours Tarbé. Le mobilier urbain a été renouvelé, ainsi que l'éclairage public et l'intégralité de la voirie. La zone piétonne a été pavée. En ce qui concerne la végétation, de nombreux arbres (47) ont été plantés en décembre 2018, suivis par la végétalisation des massifs au début de l'année 2019. Au total, ce projet aura coûté 450 000 € HT à la ville de Sens, une fois les subventions déduites pour un coût total de 2,3 millions d'euros HT.

### Voies de communications et transports

#### Distances des grandes villes françaises
Ces données sont calculées à partir des itinéraires Google Maps. Les distances sont affichées en kilomètres, et la route empruntée au départ de Sens indiquée.
| Nom de la ville       | Toulouse             | Paris     | Marseille | Lyon | Montpellier | Lille      | Bordeaux | Metz      | Strasbourg | Rennes     |
| --------------------- | -------------------- | --------- | --------- | ---- | ----------- | ---------- | -------- | --------- | ---------- | ---------- |
| Distance (en km)      | 624                  | 115       | 666       | 356  | 654         | 310        | 533      | 269       | 397        | 402        |
| Autoroutes empruntées | A620-A20-A71-A10-A19 | A19-A5-A4 | A6-A7-A55 | A6   | A6-A7-A9    | A5-A104-A1 | A19-A10  | A5-A26-A4 | A5-A31-A4  | A5-A11-A81 |

#### Circulation urbaine
Sens possède plusieurs ceintures de boulevards en son sein, ainsi la circulation en voiture n'est pas spécialement problématique : une première ceinture composée notamment des boulevards du 14 juillet, du Mail ou des Garibaldi encercle le centre-ville et une seconde est composée des boulevards de la Liberté, de Verdun ou Aristide Briand. Les routes D 606 et D 1060 constituent la rocade de Sens.
De plus, en cette année 2019, la municipalité de Sens expérimente un nouveau tracé de circulation aux abords de l'Yonne. Cela devrait, selon elle, fluidifier la circulation.

#### Stationnement
Certaines personnes déplorent le manque de places de parking (aux abords du centre-ville notamment), et surtout le manque de places de parking gratuites. Pourtant de nombreuses places de parking sont situés au centre-ville ou près de celui-ci. Depuis le début de l'année 2018, il est également possible de payer son stationnement via une application pour smartphone.
Il est souvent compliqué de trouver une place de parking lors de la foire, fin avril de chaque année. Cette dernière se déroule sur les promenades, qui abordent plusieurs centaines de places de parking donc inaccessibles pour la plupart durant cet événement.
La municipalité a engagé divers travaux ces dernières années quant à la création de nouveaux parkings. Notamment l'aménagement d'un parking gratuit près du Parc du Moulin à Tan en 2017, et un nouveau parking près de la gare livré durant l'été 2019.

#### Transports ferroviaires

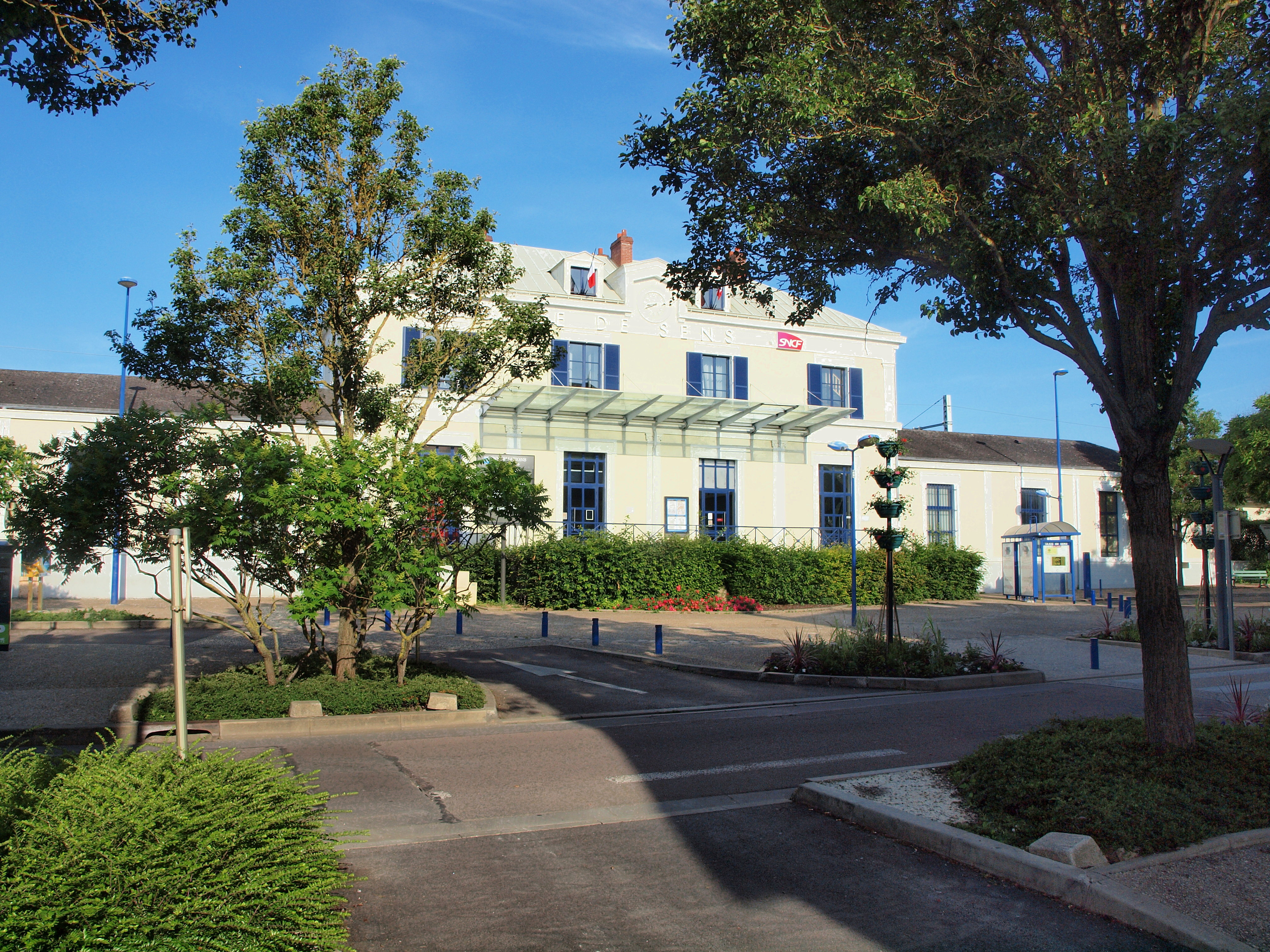
La gare de Sens et ses abords.

Le TER Bourgogne Franche-Comté dessert la gare de Sens et permet notamment de rallier Paris, Auxerre et Dijon.
Sens est seulement à 55 minutes de la gare Paris-Bercy en train direct.
Le cadencement des trains, entré en vigueur le 14 décembre 2008, permet environ deux trains par heure (un direct et un omnibus ou semi-direct) en direction de la capitale. De nombreux trains de marchandises et de messagerie traversent la gare, située sur l'axe Paris-Lyon-Marseille.
Jusqu'en 2011, Sens était desservie par des TGV allant jusqu'à Marseille.
Chaque jour, plus de 5 000 Sénonais partent de la gare de Sens pour aller travailler à Paris.

#### Transports en commun

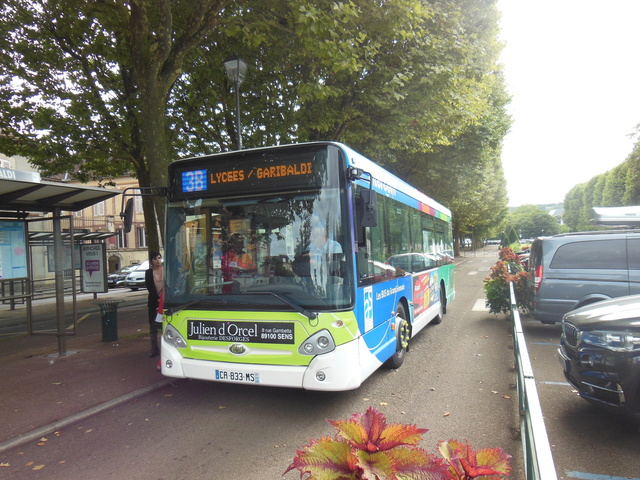
Un bus à l'arrêt Garibaldi.

Le réseau de bus de Sens, nommé Intercom, dispose de 27 bus desservant quinze lignes.
Des lignes du réseau TransYonne permettent la desserte dans tout le département de l’Yonne ainsi que de nombreuses lignes de transport scolaire pour les lycéens et collégiens résidant dans le sénonais.

#### Transports routiers
Sens est desservie par l'autoroute A19 et est très proche des autoroutes A5 et A6. Ainsi, il est simple de se déplacer en direction d'Orléans, de Paris ou de Troyes.
Elle est également desservie par plusieurs routes départementales, telles que la D606, permettant de se rendre facilement à Auxerre, notamment.
Une rocade contourne déjà la ville du nord au sud par l'est. Elle va être rallongée au sud-ouest de la ville.

#### Voies cyclables
La ville fait des efforts afin de promouvoir les déplacements à bicyclette. Ainsi, de nouvelles pistes cyclables sont régulièrement créées, comme en témoigne le Plan mobilités piétons et cyclistes de 2014. En 2016, ont été entamés des travaux consistant en la création de 37 km de pistes cyclables supplémentaires ; plusieurs pistes cyclables sont créées en 2019, lors du passage en sens unique de plusieurs quais.
De plus, de nombreux points de stationnement ont été aménagés à travers la ville.

### Risques naturels et technologiques
Sens est soumis aux risques d’inondations, l'Yonne traversant la ville.
En 2018, le Grand Sénonais a mis en place une taxe inondations de 3 € par personne et par an. Elle a rapporté 180 000 €, consacrés à la réalisation d'aménagements permettant de réduire le risque et les dégâts des inondations.
La ville a, par ailleurs, été reconnue en état de catastrophe naturelle à la suite des violents orages du 11 juin 2018.

## Toponymie
Le nom de la localité est attesté sous les formes Agedincum Ier siècle av. J. C. (Commentaires de César, livre VII, chap. x); Aged (légende d'une monnaie gauloise. Bibl. hist. de l'Yonne, I, 40); Agedicon (Ptolémée, liv. II); Agied (inscription rom. Bibl. hist. de l'Yonne, I, 36); Agetincum au IIIe siècle (carte de Peutinger et Itinéraire d'Antonin); Senones vers 350 (Ammien Marcellin, liv. XV); Senonum [civitas] en 519 (cart. gén. de l'Yonne, I, 2); Sennensis [archiepiscopus] en 864 (cart. gén. de l'Yonne, I, 90); Senonse au XIe siècle (Revue numismatique; 1854, p. 19).
Le toponyme gaulois initial Agedincum ou Agedicon > Ag[i]ed est remplacé progressivement au IVe siècle par Senones, le nom du peuple gaulois dont il avait été la capitale, les Sénons. Agedincum pourrait reposer sur la mot celtique aged-o- « aspect, manière, face » bien attesté dans l'anthroponymie gauloise, suivi du suffixe -inco (-um) pré-celtique ou -ico (-um) gaulois (cf. Autricum, Chartres).
L'ethnonyme Senones est peut-être basé sur le thème *sen-(H)- « gagner, vaincre »; ou sur l'adjectif gaulois seno- « vieux » ou senos « ancien, vieux » correspondant au vieil irlandais sen; gallois hen; vieux breton hen > breton hen- préfixe. s- est régulièrement passé à h- en brittonique (cf. soc [de charrue], vieil irlandais socc « groin, soc » mais gallois hwch, ancien breton houc'h « verrat »), en tous cas avec suffixe -on- présent dans plusieurs noms de peuples gaulois. Seno- se retrouve par ailleurs dans de nombreux toponymes dont Senan (Yonne, Seno-magos « vieux marché »); Senantes (Eure-et-Loir, Oise, Seno-nemeton « vieux temple »), etc. C'est un proche parent du latin senex, comparatif senior (d'où français sénile, sénior, seigneur).
Dans la Chanson de Roland écrite au XIe siècle, la ville de Sens est désignée sous la forme Seinz (laisse 110, v. 1428). Elle symbolise alors l'extrémité orientale du royaume des Francs.

## Histoire

### Antiquité

#### Époque gauloise
Elle était le chef-lieu des Sénons, dont Brennus fut le chef au IVe siècle av. J.-C., connu pour avoir vaincu les Romains à la bataille de l'Allia, puis attaqué Rome et pris une grande partie de la ville, la tenant pendant plusieurs mois, vers 387 av. J.-C.

#### Antiquité

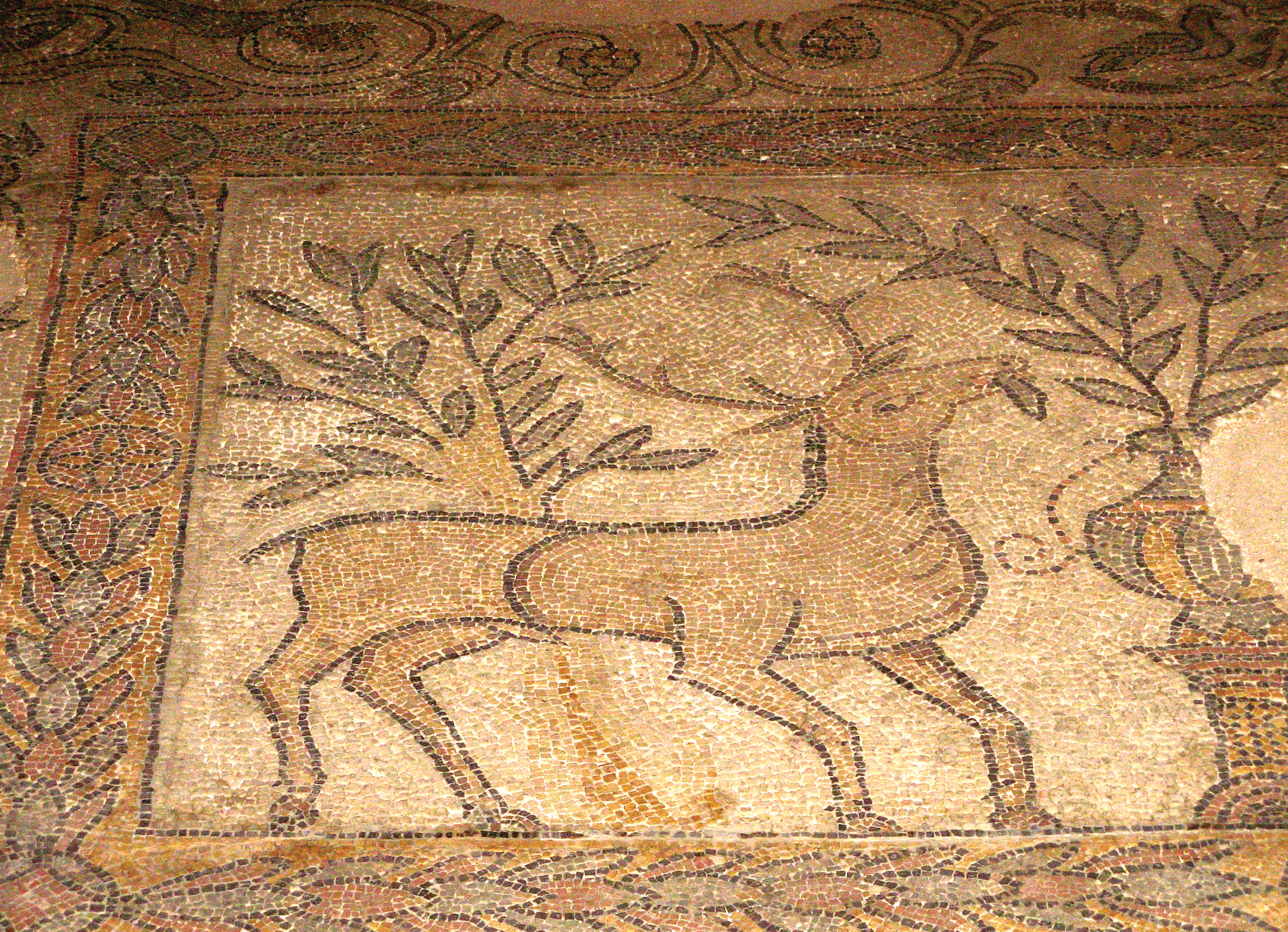
Mosaïques gallo-romaines découvertes à Sens et conservées dans le musée de la ville.

En 53 av. J.-C., lors de l'invasion de la Gaule, César aurait fait hiverner six légions, au lieu-dit « le camp de César » au sud de la ville. En réalité, les nombreux Camp de César de France sont des appellations tardives qui correspondent à la redécouverte des Romains à l'époque classique et se réfèrent généralement à des sites archéologiques de l'Âge de fer (époque gauloise), ou parfois plutôt d'époque médiévale.
La localité appelée par Jules César Agedincum s'est développée lors de la romanisation et a été dotée du plan romain traditionnel s'organisant autour de deux rues principales perpendiculaires decumanus et cardo, qu'elle a conservé par la suite, ainsi qu'une partie de son enceinte romaine du Bas-Empire.
Sous le Haut-Empire, des bâtiments et diverses infrastructures sont construits pour y améliorer le confort. Au IIe siècle, un aqueduc de seize kilomètres va chercher de l'eau de source dans la vallée de la Vanne. L'archéologie a mis au jour des vestiges de drains faits par les Gallo-Romains afin d'élever l'eau d'une source, à la manière d'un puits artésien. Ces travaux étaient destinés à alimenter l'aqueduc. Des vestiges archéologiques attestent également de la présence d'un amphithéâtre, d'un forum et de thermes. Les thermes, et surtout la façade, devaient présenter des sculptures variées.
Au Bas-Empire, la ville est protégée par une muraille, dont les matériaux sont prélevés sur les édifices construits au Haut-Empire. Les fortifications parcouraient une distance de trois kilomètres, en prenant en partie appui sur l'Yonne et étaient parmi les plus imposantes de la Gaule romaine. La muraille repose sur de grands blocs de pierre issus de bâtiments publics ou de monuments funéraires,.
Lors de la réforme administrative de Dioclétien, la cité de Sens devient le siège de la province de la quatrième Lyonnaise. La future province ecclésiastique de Sens (archidiocèse) se poursuivra dans ce cadre administratif hérité de l'Empire. Comme de très nombreuses cités romaines de Gaule (ex. Paris, Beauvais, Amiens, etc.), la ville prend le nom du peuple dont elle est le centre administratif et commercial. La cité sera désormais appelée Sens.

#### L'archidiocèse de Sens

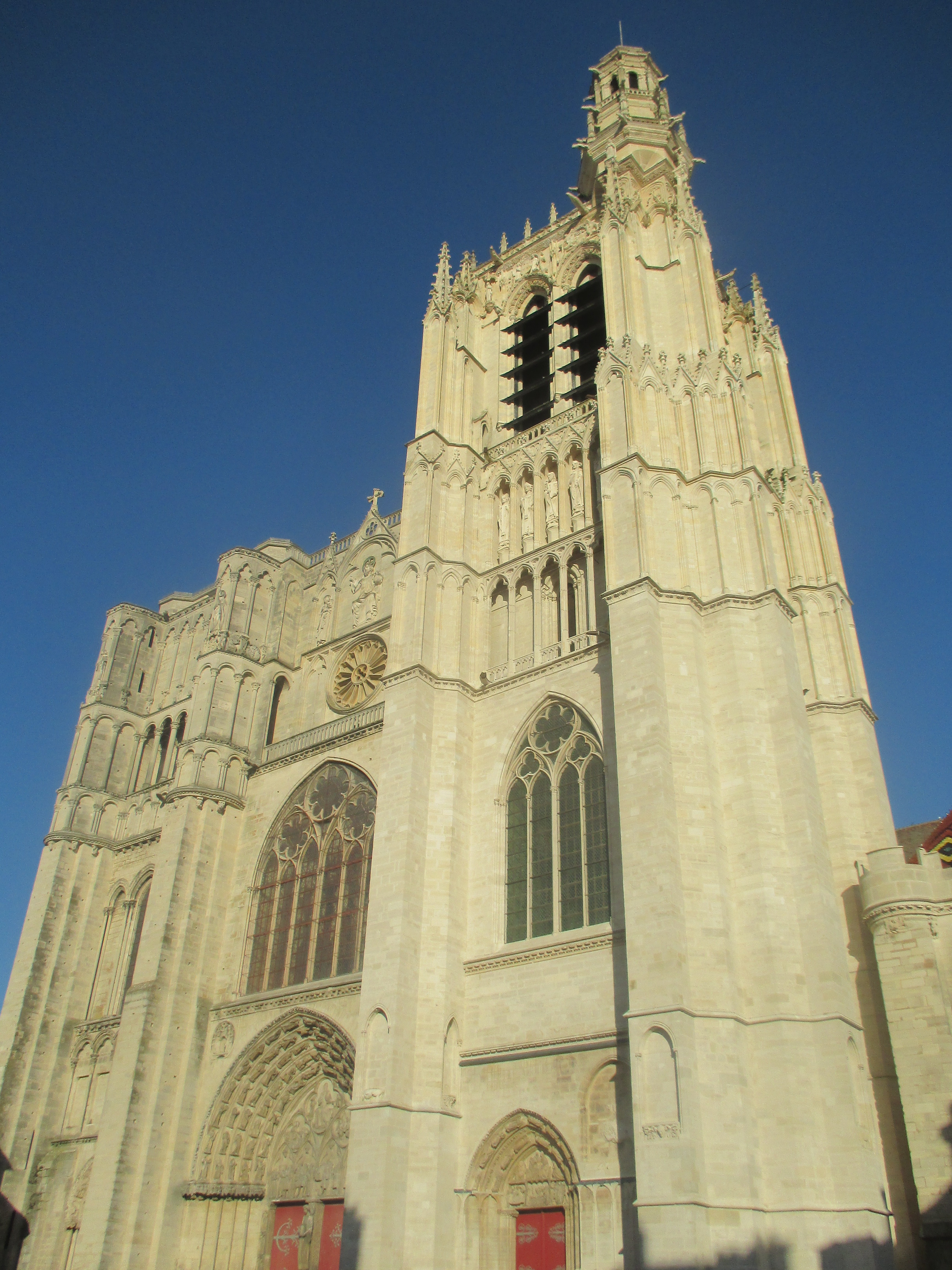
Façade de la cathédrale Saint-Étienne de Sens, monument principal de la ville.

Les origines du christianisme à Sens ont été l'objet de débats féroces au début du XXe siècle. Il est vrai que dans sa rédaction connue (très tardive), la vie de saint Savinien vient s'interpoler [?] avec celle de sainte Colombe. Elle prétend que cet évêque a été désigné directement par les apôtres. Mais on peut aussi remarquer que le terme « apostole » signifie en vieux français « pape », ce qui peut en reporter la désignation à un quelconque pape romain. Il faut par contre créditer l'Église locale de la mémoire de sainte Colombe. Cette Aragonaise a été baptisée dans la vallée du Rhône à Vienne, et a subi le martyre à Sens en l'an 274. Une abbaye qui lui est consacrée a été fondée au VIIe siècle à Saint-Denis-lès-Sens. Son culte est célébré dans des recueils wisigothiques de Haute Antiquité, ce qui rend impossible un culte imaginaire.
Un évêque Savinianus est cité dans des actes d'un concile du début du IVe siècle. On est désormais fondé à supposer l'existence d'une organisation ecclésiastique. Mais nous sommes alors à la fin du règne de Constantin.
Le diocèse de Sens a été fondé vers 240 par saint Savinien. Ses archevêques ont eu une place importante dans l’Église de France : au IXe siècle, le Pape Jean VIII a donné à l’archevêque de Sens le titre de « Primat des Gaules et de Germanie » et jusqu’au XVIIe siècle, l’évêque de Paris dépendait de l’archevêque de Sens. À ce titre, elle avait sous sa dépendance Chartres, Auxerre, Meaux, Paris, Orléans, Nevers et Troyes. La circonscription ecclésiastique fut calquée sur la circonscription civile et le siège épiscopal de Nevers lors de sa création à la fin du Ve siècle fut également rattaché à Sens. Ces sept évêchés constituaient une province ecclésiastique d’une exceptionnelle importance que traduisait la devise CAMPONT — acrostiche des initiales des sept sièges — inscrite sous les armes du chapitre de la cathédrale de Sens. En 769, l’archevêque de Sens, Villicaire, était à la tête de la mission épiscopale franque qui assistait à Rome au Concile chargé de juger le pontife intrus Constantin II, avec le titre d’archevêque des Gaules.
Au VIIIe siècle, le pape est contraint par les événements à prendre une mesure organisationnelle. Il ne peut pas communiquer avec l'épiscopat de Gaule. La Méditerranée est rendue complètement inaccessible par la flotte musulmane d'Afrique du Nord. Les musulmans d'Espagne sont eux-mêmes présents à Narbonne. La dévastation s'étend à l'intérieur de la Provence. La circulation ne peut se faire qu'à travers les Alpes, et donc uniquement aux beaux jours. Les Lombards se montrent peu compréhensifs. Contraint, le pape fait de l'archevêque de Sens son légat permanent au-delà des Alpes, à l'exception de la Bretagne (c'est-à-dire la Grande-Bretagne actuelle). Les souverains mérovingiens se satisfont de cette mesure. Dagobert, de mauvaise santé, limite ses déplacements aux alentours de Paris. Au changement de dynastie, rien ne change. L'autorité de l'archevêque se dilate à l'espace contrôlé par les Carolingiens.
Au début du XIIe siècle, la circulation commerciale devient intense à travers les Alpes (foires de Champagne). La fonction de légat permanent cesse d'avoir une grande utilité. L'évêque de Lyon (qui tente de ravir le titre archiépiscopal à son métropolitain de Vienne), obtient du pape la «reconnaissance » d'une autorité de primat en France. La réaction du roi Louis VI est énergique et d'une rare violence. Le Roi refuse que son clergé passe sous contrôle d'un évêque opérant depuis une terre étrangère (le comté de Lyon est terre d'Empire). Il y voit une rupture de l'alliance multi-séculaire des rois de France avec la papauté. Le pape recule.
Une nouvelle remise en cause date du règne de François Ier. Le roi Louis XI a déjà favorisé à l'extrême les foires de Lyon, permettant un développement aussi tardif que spectaculaire de la ville de Lyon. L'archevêque de Lyon (le conflit avec Vienne n'est pas encore terminé) appuyé par la riche bourgeoisie de sa ville, convainc sans peine le roi François, désespérément à la recherche de finances, de soutenir sa cause. Âgé, l'archevêque de Sens ne réagit pas. Le Parlement de Paris assure une brillante défense. Mais le Roi le fait plier. En compensation, le Parlement octroie le titre de primat des Gaules et de Germanie à l'archevêque de Sens ; l'archevêque de Lyon ne sera que primat de la Gaule.

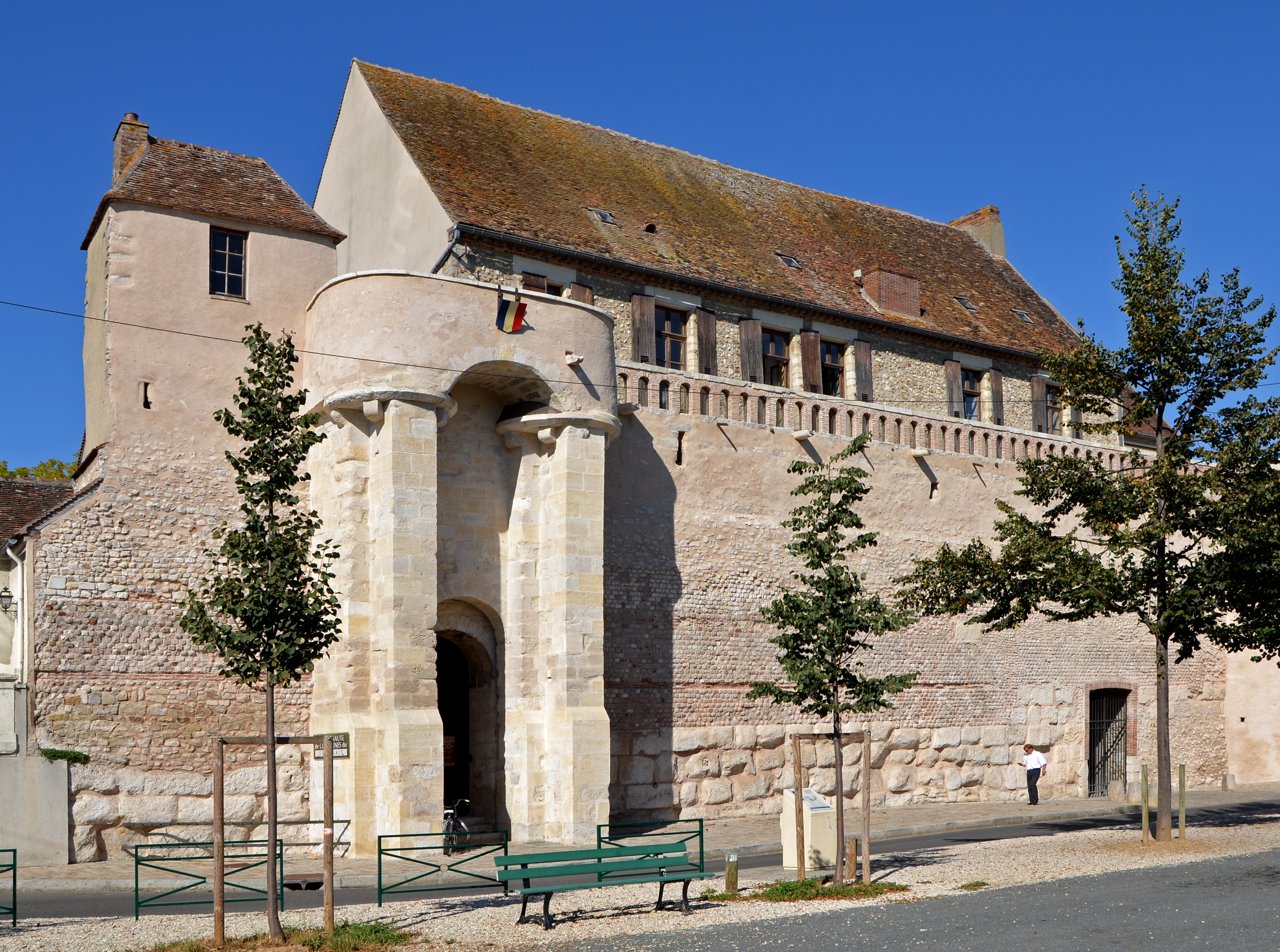
Les remparts de la poterne.

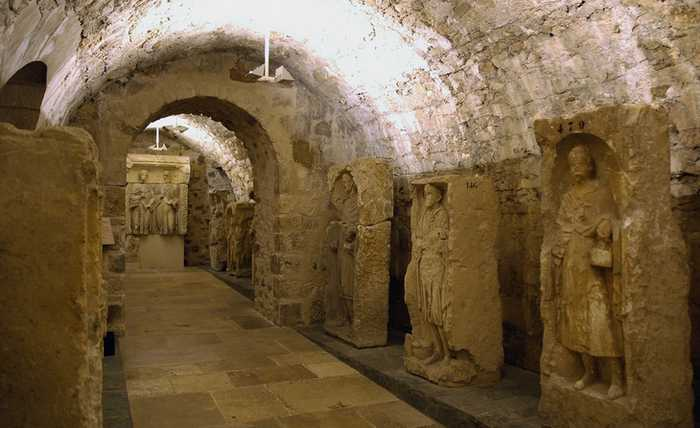
Le trésor de la cathédrale.

### Moyen Âge

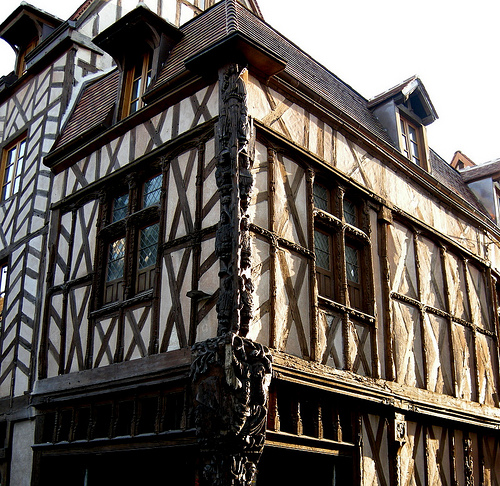
La maison d'Abraham, centre-ville de Sens.

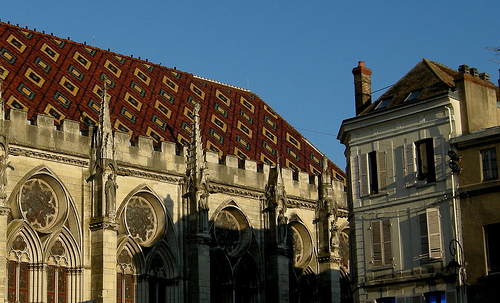
Le palais synodal.

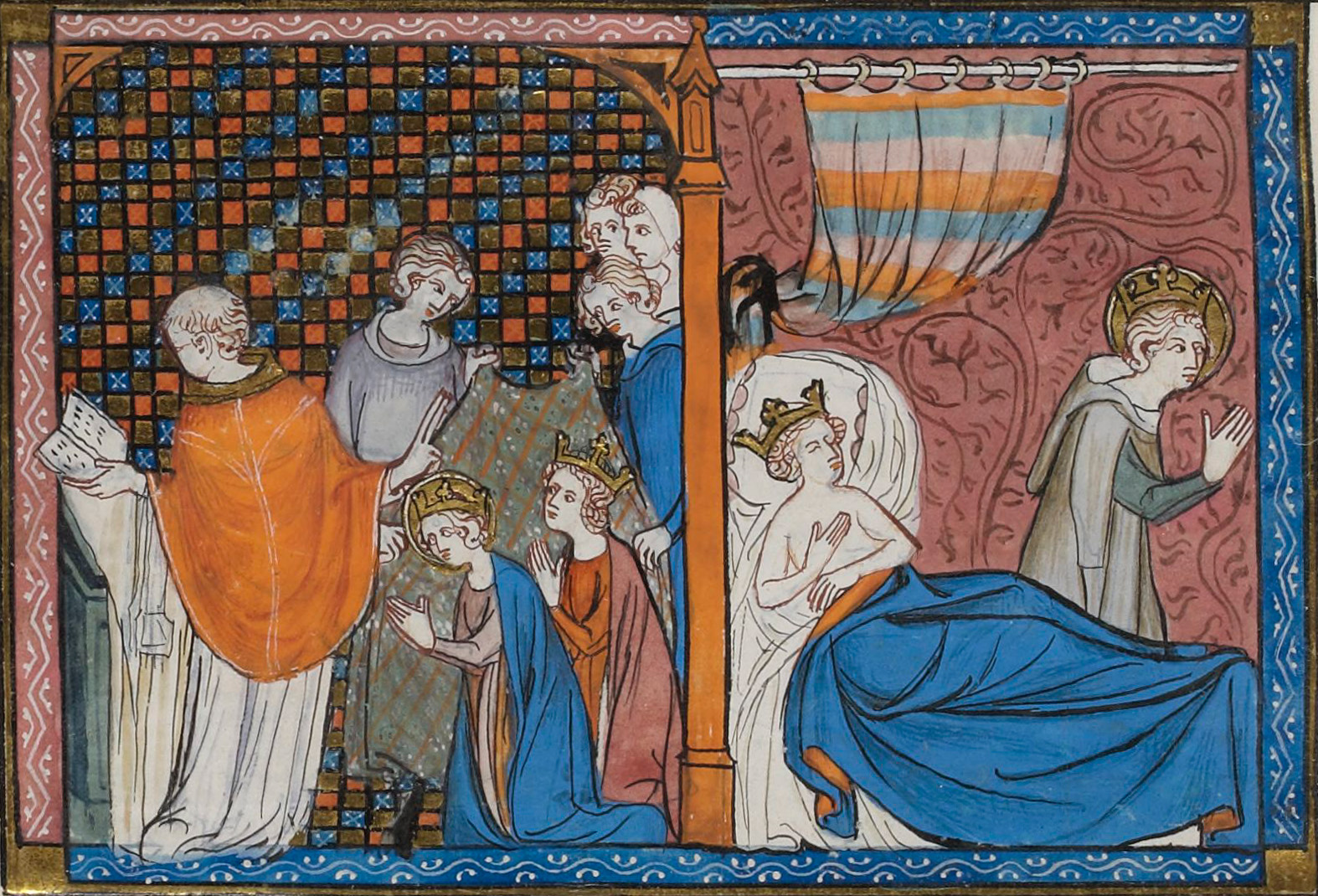
Mariage entre Louis IX et Marguerite de Provence à la cathédrale de Sens.
Atelier de Jean Pucelle.

#### Âges mérovingiens et carolingiens
À la fin du IVe siècle, Sens est la capitale de la Quatrième Lyonnaise. Cette circonscription civile sert de cadre à l'Église pour la fondation de l'archevêché de Sens. Sa devise est Campont, d'après les initiales des évêchés de : Chartres, Auxerre, Meaux, Paris, Orléans, Nevers et Troyes. L'hôtel de Sens est leur résidence officielle à Paris. Le trône archiépiscopal de l'archevêque dominait dans la cathédrale Notre-Dame de Paris le trône épiscopal de l'évêque de Paris.
Au printemps 725, ’Anbasa ibn Suhaym al-Kalbi, général et gouverneur d’al-Andalus, installe des ribats autour d’Avignon, puis remonte les vallées du Rhône et de la Saône. Ses troupes prennent plusieurs villes, dont Vienne, Lyon et Châlons-sur-Saône. À Autun, les forces du Califat omeyyade se divisent en plusieurs escadrons qui atteignent Dijon, Luxeuil, ainsi que les contreforts des Vosges, Nevers, les rives de la Loire, et même la cité de Sens, située à une centaine de kilomètres de Paris. Tout au long de l’été, les guerriers d’al-Andalus obtiennent la soumission des seigneurs locaux, francs ou burgondes, qui préfèrent éviter le combat face à ces cavaliers réputés invincibles. Comme en péninsule ibérique, seuls les trésors des églises et des monastères sont saisis lors de ces campagnes.

#### Premiers Capétiens
Au Moyen Âge, la ville conserve un rôle important au point de vue ecclésiastique. Plusieurs archevêques procèdent à des couronnements royaux, avant que cela ne fut réservé à l'archevêque de Reims. Ses archevêques porteront par la suite le titre de « primats des Gaules et Germanie ».
En 1015, le comté du Sénonais est rattaché une première fois à la Couronne, puis définitivement en 1055, à la mort du dernier comte : Renard le Mauvais. Il est momentanément détenu par le comte de Blois, de 1030 à 1032. Le Roi gère sa nouvelle possession par le biais d'un vicomte (basé à Vallery) et d'un prévôt. Le Roi dispose d'un palais (l'actuel tribunal de grande instance), d'écuries, d'une tour ronde et d'un donjon carré, des jardins, d'un clos. Mais il n'y vient qu'une fois toutes les trois années, puis très rarement une fois que Philippe Auguste se fut lancé à la conquête de l'Ouest.
Le rattachement du Bas-Gâtinais en 1080 permet de rompre l'isolement du domaine royal sénonais, à présent capable de communiquer avec Orléans et Melun.
En 1120, Louis VI autorise Étienne, prévôt de l'église de Sens, à fortifier le cloître (portes, murailles, fossé).
En 1135, la ville choisit de reconstruire sa cathédrale dans un style innovant. C'est la première cathédrale gothique de France. Son style est caractéristique de cette période de transition. À la même époque, la ville bénéficie brièvement d’institutions communales, qui lui sont retirées par Louis VI.
En 1147, la ville se révolte contre la tutelle seigneuriale.
En 1163, sous Louis VII, pendant près de trois années, le pape Alexandre III, exilé par Frédéric Barberousse, se fixe avec la Curie à Sens. La cité reçoit les archevêques de Cantorbéry Thomas Becket et Edmond (saint Edme). Alexandre III place sous sa protection la léproserie de Sens, qui connaît un développement important à la suite de nombreuses donations.
En 1189-1190, la ville obtient une Charte d'affranchissement. Le roi de France Philippe Auguste (neveu de Guillaume de Champagne) permet à Sens de disposer de toute l'indépendance alors possible en lui permettant d'avoir un maire (qui exerce avec les pairs la justice sur les hommes du roi) et des jurés et lui accorde une charte qui place la ville sous son autorité exclusive.
En 1194, un bailli royal est localisé à Sens. Il est le premier du domaine royal à être ainsi localisé, alors que l'institution est connue depuis 1184. Le bailliage de Sens comprend à l'époque médiévale Melun, Nemours, Courtenay, Auxerre, le Donziois, la Puisaye, le Tonnerrois, la région de Langres jusqu'à la Saône, d'importants éléments du Barrois Mouvant, le Nord-Ouest troyen, des éléments épars près de Châlons-en-Champagne. La création postérieure de bailliages royaux à Mâcon, Saint-Pierre-le-Moûtier, puis l'incorporation de la Champagne dans le domaine royal, limitent l'action d'un des plus importants fonctionnaires territoriaux de la Couronne. Sens fournit le plus ancien lieutenant général de bailliage royal français, et travaille le premier à la mise en forme des plus anciennes coutumes de bailliage. Le tribunal fournit non seulement le travail à des magistrats, mais aussi à des centaines de sergents dispersés dans ce vaste ressort judiciaire. Il a fortement contribué à limiter les ambitions judiciaires des tribunaux féodaux de Champagne, de Bourgogne, de Nivernais, de l'Auxerrois, du Gâtinais et de la Brie française.
La ville est dotée de seize paroisses : Sainte-Croix (en la cathédrale), Sainte-Colombe-du-Carrouge, Saint-Pierre-le-Rond, Saint-Maximin, Saint-Maurice, Saint-Benoît, Saint-Romain, Saint-Hilaire, Saint-Didier, Saint-Pierre-le-Donjon, Saint-Hilaire et hors les murs La Madeleine, Saint-Didier, Saint-Savinien, Saint-Pregts et Saint-Symphorien.
Les Jacobins s'installent à Sens entre 1225 et 1231.
Le 27 mai 1234, l'archevêque Gauthier le Cornu organise et célèbre le mariage royal entre Saint Louis et Marguerite de Provence à la cathédrale de Sens où de nombreuses personnalités sont conviées. Le 28 mai 1234, Marguerite de Provence est couronnée reine de France.

#### La guerre de Cent Ans
Le bailli de Sens met la ville en défense face aux bandes anglo-navarraises. Il procède à la destruction de tous les immeubles approchant des fortifications (dont le Petit Hôtel-Dieu de Garnier Despres, propriétaire de la ferme de Noslon où on trouve un trésor destiné à le reconstruire en cas de destruction !). La ville perd son industrie drapière incarnée par la famille Chacerat, considérée comme étant les plus riches marchands existant entre Paris (la plus grande ville d'Europe) et Avignon (siège de la papauté). La ville fournit au régent Charles V le calme lui permettant de repartir à l'offensive contre Étienne Marcel.
Jusqu'à la perte du pouvoir par la reine Isabeau de Bavière, les patriciens de Sens jouissent d'une position tout à fait considérable au sein de l'appareil central de l'État. Ils ont largement contribué à le développer à partir des règnes des fils de Philippe le Bel. Les familles de Dicy, Dallement, Col, Chanteprime, Quatremares, Bragelongne peuplent le Trésor, les Aides, le Parlement, le Notariat royal, les Requêtes dans des proportions incroyables.
Durant la seconde phase de la guerre de Cent Ans, la ville est administrée par le bailli Guillaume de Chaumont jusqu'en 1420. Il est obligé de quitter la place face à la caravane militaire composée du roi d'Angleterre, du duc de Bourgogne et de la reine Isabeau de Bavière, revenant de Troyes et gagnant Paris. Lui-même rejoint Orléans où il accueille Jeanne d'Arc qui a traversé Sens en 1429.
La cité n'ouvre ses portes à Charles VII qu'en suivant l'exemple de la ville de Troyes. Mais Provins, Montargis et Auxerre maintiennent son ralliement isolé. Les campagnes sont libérées mais ruinées par Arnault-Guilhem de Barbazan, « chevalier sans peur et sans reproche » inhumé à Saint-Denis. Le combat larvé après le traité d'Arras implique certes la prévôté de Villeneuve-le-Roi, mais aussi le bailliage de Sens en base arrière du harcèlement juridique royal jusqu'en 1477. Les baillis sont d'éminents personnages de l'État, parfois même favoris du Roi (Charles de Melun). Plusieurs des griefs du duc de Bourgogne mis en avant durant l'entrevue de Péronne concernent les entreprises du bailli de Sens.
En juin 1474, la ville se voit accorder par le roi Louis XI l'autorisation d'avoir un maire et un conseil municipal. Louis XI entame le rééquilibrage du ressort judiciaire en retirant au bailliage de Sens l'Auxerrois, le Donziois et la Puisaye. La résistance persiste jusque sous François Ier.

#### Renaissance

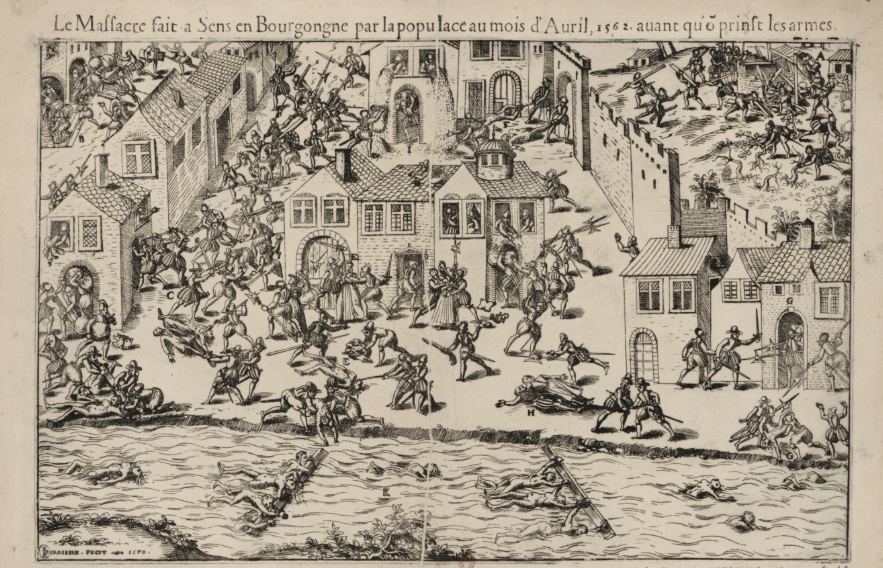
Représentation protestante du massacre de Sens, datant de la fin du XVIe siècle.

Le bailliage de Sens obtient de disposer d'un siège présidial. Son ressort comprend, outre le Sénonais, le Gâtinais oriental, le Tonnerrois, le pays de Langres et des enclaves en Champagne. Il fait vivre environ 150 avocats et procureurs dans la seule cité. Durant les guerres civiles, le pays de Langres s'émancipe judiciairement.
Sous François Ier, la Couronne concède enfin à l'archevêque de Lyon (qui venait lui-même de s'affranchir de l'archevêque de Vienne) le titre de primat de France. Le Parlement de Paris résiste un temps. Il se plie finalement à cette innovation royale intéressée par les capacités financières des Lyonnais. En compensation, le Parlement donne à l'archevêque de Sens le titre de « Primat des Gaules et de Germanie » pour rappeler à tous la prééminence de l'archevêque de Sens datant de la fin du VIIIe siècle, quand il était systématiquement désigné légat permanent du pape pour les royaumes francs. Le titre est conservé de nos jours.
Durant les guerres de Religion, Sens est particulièrement agitée. La population huguenote de la ville est massacrée en 1562. Charles IX y commence son tour de France royal (1564-1566) en mars, accompagné de la Cour et des Grands du royaume : son frère le duc d’Anjou, Henri de Navarre, les cardinaux de Bourbon et de Lorraine. Les habitants repoussent les assauts du prince de Condé et d'Henri de Navarre qui manque d'être tué par les sabotiers durant un assaut.

### Époque moderne

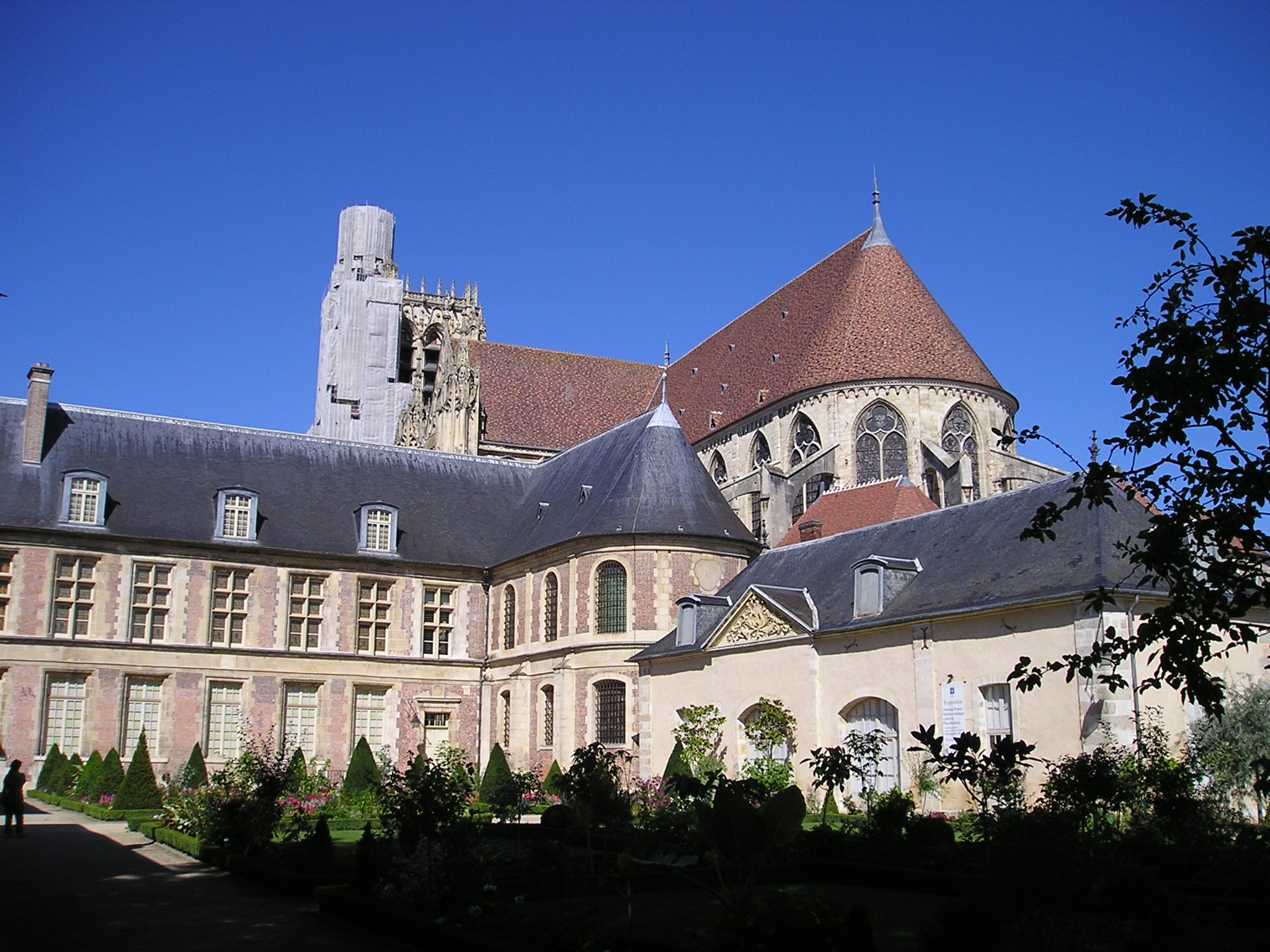
Le palais archiépiscopal, aujourd'hui musée.

Sous le règne de Louis XIII, en 1622, le diocèse de Paris est érigé en archidiocèse par démembrement de celui de Sens. L'officialité métropolitaine perd la connaissance des appels en provenance de la province formée depuis près d'un millénaire par Chartres, Auxerre, Meaux, Paris, Orléans, Nevers et Troyes. Le grand séminaire de Sens est ouvert en 1651. Le grand-père paternel de Cyrano de Bergerac est originaire de Sens.
La cité épiscopale rassemble environ neuf mille habitants. Elle est commodément reliée à Paris par le coche d'eau et se situe sur la route de poste de Paris à Dijon. À la tannerie, elle joint avant 1789 de grandes manufactures textiles et une faïencerie. Mais l'économie locale ne fait que desservir les campagnes environnantes. Par contre le clergé local brille de tous ses feux. Le chanoine Fenel crée une bibliothèque ouverte au public. Les frères Tarbé éditent un journal (les Affiches Sénonaises) qui sont un prototype pour la province. Marivaux épouse la fille d'un notaire de Sens. Les archevêques finissent par opter pour l'attitude gouvernementale anti-janséniste, qui va indisposer gravement la bourgeoisie. Le petit séminaire est ouvert en 1747.
Mort de la tuberculose peu avant Noël 1765, le dauphin Louis est inhumé dans la cathédrale. La dauphine Marie-Josèphe, qui avait contracté le mal de son époux en le soignant, l'y rejoint quelques mois plus tard. Leur tombeau est profané en 1794 mais leurs dépouilles, jetées à la fosse commune, sont replacées dans leur tombeau en 1814 sur ordre de leur fils Louis XVIII.
En 1789, la cité ne parvient pas à faire aboutir ses projets de département comprenant Provins et Montargis. Elle devient une sous-préfecture. Elle obtient un lycée grâce à l'entregent de Fauvelet de Bourienne, ancien secrétaire particulier de Napoléon Bonaparte. Sous la Restauration, le siège archiépiscopal est rétabli, de manière à honorer le confesseur de la Dauphine. La tannerie locale a profité d'un quart de siècle de guerres pour se hisser au second rang national. Mais dans l'ensemble, la ville ne grandit pas.
À la suite du succès du premier festival chantant d'orphéons, organisé par Charles Delaporte à Troyes en 1849, le second a eu lieu à Sens la même année. Ce sont les débuts d'une série de rassemblements qui réuniront par la suite des milliers de choristes dans quantité de villes.

### Époque contemporaine
En 1914, la ville accueille l'état-major français au lancement de la bataille de la Marne.
En 1940, les Allemands pénètrent en France le 15 mai et leur aviation bombarde la gare de Sens le 7 juin. Le département est envahi les 14 et 15 juin 1940 par des troupes allemandes en provenance de Troyes et subit de nombreux bombardements. L'exode des populations sur les routes de France commence. Les premières motos allemandes arrivent à Sens le 15 juin en fin de matinée et des troupes avec blindés se rangent à 14 h sur la promenade. Les abords de la gare et de l'église Saint-Maurice (dont les vitraux sont détruits) ont été bombardés dans la nuit, puis des immeubles de la grande rue et d'autres, l’usine à gaz, tandis que la cathédrale et le palais synodal sont endommagés. Des combats ont lieu jusqu'au 16 juin. Le 17 juin, plus de trois mille prisonniers français venant de Montargis sont parqués sur la place Saint-Étienne et dans la halle. D'autres arrivent dans les jours suivants. L'archevêque Mgr Lamy tente de mettre sur pied un comité d'aide d'urgence, alors que toutes les autorités se sont enfuies,. La Kommandantur installée place Drapès met en place un couvre-feu à partir du 20 juin et une liste d'otages volontaires (dont le maire et l'archevêque) en cas de non-respect des consignes. Après l'armistice, Sens se trouve en territoire occupé. Le 12 juillet 1942, le préfet de l'Yonne ordonne l'arrestation des 14 Juifs étrangers (originaires de l'ancien Empire russe et de Pologne) qui demeurent à Sens (42 sont arrêtés dans tout le département).
En 1944, Sens, abandonnée par la plupart de ses occupants allemands, est traversée le lundi 21 août en début d'après-midi par des troupes de la IIIe armée du général Patton qui la quittent le lendemain à l'aube en direction de l'est.
Dans les années 1960, la ville est à la tête du réseau banlieue de la gare de (Paris) Lyon. Un nombre considérable d'habitants prend chaque jour le train pour travailler à Paris et rentrer le soir.
Après avoir fermé le grand séminaire de Sens, l'archevêque Mgr Stourm déménage à Auxerre, ville où siège le préfet.
La ville se positionne habilement sur le réseau routier (autoroutes A6, A5, et barreau de liaison), et récemment sur la voie fluviale en amont de Paris (port de Gron). Elle joue ainsi sur des atouts bimillénaires.

## Politique et administration

### Tendances politiques et résultats
Le corps électoral de Sens penche traditionnellement à droite  mais les élections municipales de 1995 sont gagnées par le Parti communiste français.
Jacques Chirac y obtient 25,10 % au premier tour de l'élection présidentielle de 2002, soit plus qu'au niveau national (19,88 %). Nicolas Sarkozy y obtient 57,01 % au second tour de la présidentielle de 2007 (contre 53,06 % sur l'ensemble du pays) et 50,44 % au second tour de la présidentielle de 2012 (contre 48,36 % sur l'ensemble du pays). Les élections régionales et législatives voient également la victoire des candidatures de droite sur celles de gauche.
Les seules élections gagnées ces dernières années par la gauche à Sens restent les municipales de 2008, où la liste divers gauche y remporte 51,77 % des suffrages, et les législatives de 2007. Daniel Paris, le maire élu en 2008 sur une liste PRG-Front de gauche, présentera sa démission en 2013 après avoir été mis plusieurs fois en minorité au sein du conseil municipal par plusieurs partis, de droite comme de gauche.
Le Front national y est relativement fort. Le score de Jean-Marie Le Pen au second tour de la présidentielle de 2002 (20,77 %) y est supérieur à celui observé à l'échelle nationale (17,79 %), tout comme en 2007 (11,25 % à Sens, contre 10,44 % au niveau national). Sa fille, Marine Le Pen, y enregistre également, en 2012, un score supérieur à celui observé dans le pays (18,72 % à Sens, contre 17,90 % à l'échelle nationale). Le parti obtient la première place du 1er tour des élections régionales de 2015 ainsi que la seconde place au premier tour des départementales de 2015 et au premier tour des municipales de 2014. Le parti d'extrême droite enregistre, en revanche, des scores bien plus modestes lors des dernières législatives (13,16 % au premier tour des élections législatives de 2012 et 5,35 % au premier tour des élections législatives de 2007).

### Liste des maires
| Période        | Période                  | Identité                          | Étiquette             | Qualité |
| -------------- | ------------------------ | --------------------------------- | --------------------- | --- |
| 1883           | 1884                     | Jean-Pierre Julien Lalande        |                       | Proviseur |
| 1884           | 1889                     | Ernest Landry                     |                       | Avoué Conseiller général du canton de Sens-Sud (1889 → 1901) |
| 1889           | 1893                     | Jules Auguste Arthur Perrin       |                       | Négociant |
| 1893           | 1922 (décès)             | Lucien Cornet                     | Rad.                  | Commerçant Député de l'Yonne (1896 → 1909) Sénateur de l'Yonne (1909 → 1922) Conseiller général du canton de Sens-Nord (1910 → 1922)                                                                                    |
| 1922           | 1935                     | Gaston Gaudaire                   | Rad.                  | Assureur Sénateur de l'Yonne (1922 → 1936) Conseiller général du canton de Sens-Sud (1925 → 1937) |
| 1935           | 1935                     | André Dupêchez                    | DVD                   | Chirurgien |
| janvier 1936   | 14 juin 1944             | Lazare Bertrand                   | DVD                   | Architecte maintenu le 29 mars 1941 arrêté comme otage et déporté au camp de Neuengamme |
| mai 1945       | 1947                     | Maxime Courtis                    | SFIO                  | Ingénieur des ponts et chaussées Conseiller général du canton de Sens-Sud (1945 → 1958) Président du conseil général de l'Yonne (1945 → 1949)                                                                           |
| octobre 1947   | mars 1971                | Gaston Perrot                     | RPF puis UNR puis UDR | Minotier et propriétaire des Moulins de Saint-Louis Député de la 3e circonscription de l'Yonne (1958 → 1973) Conseiller général du canton de Sens-Nord (1955 → 1961)                                                    |
| mars 1971      | mars 1977                | Étienne Braun                     | DVD                   | Maroquinier |
| mars 1977      | janvier 1979 (décès)     | Pierre Lavergne                   | DVD                   | Directeur de la Caisse d'épargne |
| février 1979   | mars 1983                | André Chaussat                    | UDF-PR                | Économiste de la construction |
| mars 1983      | mars 1992 (démission)    | Étienne Braun                     | UDF-PR                | Maroquinier Conseiller général du canton de Sens-Nord-Est (1979 → 1992) |
| mars 1992      | juin 1995                | Philippe Serré                    | UDF-PR                | Avocat Conseiller général du canton de Sens-Ouest (1988 → 2015) |
| juin 1995      | mars 2001                | Jean Cordillot                    | PCF                   | Répétiteur puis professeur Conseiller général du canton de Sens-Sud-Est (1973 → 1998) Conseiller régional de Bourgogne (1998 → 2004)                                                                                    |
| mars 2001      | mars 2008                | Marie-Louise Fort                 | RPR puis UMP          | Députée de la 3e circonscription de l'Yonne (2007 → 2017) Conseillère régionale de Bourgogne (2004 → 2007) Vice-présidente du conseil régional de Bourgogne (1998 → 2004) Présidente de la CC du Sénonais (1992 → 2008) |
| mars 2008      | 16 juin 2013 (démission) | Daniel Paris                      | PRG                   | Médecin angiologue Conseiller régional de Bourgogne (2006 → 2010) |
| 30 août 2013   | mars 2014                | Michel Fourré                     | DVG                   | Médecin |
| mars 2014      | septembre 2022 (décès)   | Marie-Louise Fort                 | UMP puis LR           | Députée de la 3e circonscription de l'Yonne (2007 → 2017) Présidente de la CA du Grand Sénonais (2014 → 2022) Réélue pour le mandat 2020-2026                                                                           |
| 7 octobre 2022 | en cours                 | Paul-Antoine Gauthier de Carville | LR                    | |

### Finances locales

#### Budget annuel et endettement
Le budget 2019 de la ville de Sens s'élève à 48,8 millions d'euros (50,6 millions en 2018, 52,4 millions en 2017), soit une baisse de 3,5 % entre 2018 et 2019. Sur ce budget total, 12,5 millions d'euros seront investis, dont 9,2 millions d'euros en ce qui concerne les travaux et aménagements.
Les dépenses de fonctionnement de la ville s'élèveront à 34,2 millions d'euros en 2019, contre 33,96 millions en 2018, soit une hausse de 0,7 %. Ces dépenses sont réparties, pour 2019, comme suit :
- Administration publique : 30 %
- Aménagement urbain : 14 %
- Sport et jeunesse : 13 %
- Culture : 10 %
- Enseignement : 10 %
- Petite enfance : 9,4 %
- Action sociale : 6,1 %
- Sécurité : 3,6 %
- Autres : 3,9 %

La ville est endettée à hauteur de 17,95 millions d'euros au 1er janvier 2019, contre 18,4 millions d'euros au 1er janvier 2018 ; la ville se désendette donc.

#### Impôts locaux
En 2019, la taxe foncière va baisser de 10 %, passant de 27,01 à 24,31 %. La taxe d'habitation, elle, n'a pas changé depuis 2014.
Le produit des taxes locales s’élevait à 17,25 millions d'euros en 2017, et devrait passer à 16,56 millions d'euros en 2019, soit une diminution de 4 %.
Selon la ville de Sens, en 2020, 86 % des ménages sénonais seront exonérés de taxe d'habitation.

### Situation administrative
Sens est chef-lieu d’arrondissement et une sous-préfecture. L'arrondissement de Sens est le centre de plusieurs cantons dont principalement :
- Cerisiers
- Chéroy
- Sens-Nord-Est
- Sens-Ouest
- Sens-Sud-Est
- Villeneuve-l'Archevêque
- Villeneuve-sur-Yonne
- Pont-sur-Yonne
- Sergines
- Saint-Julien-du-Sault

### Développement durable et environnement

#### Politique environnementale
Sens mène diverses actions quant au développement durable. Elle a entamé il y a quelques années une opération de modernisation de son éclairage public grâce au remplacement des anciennes ampoules énergivores par des LED. Elle favorise la plantation d'arbres afin de lutter contre les îlots de chaleur en été et favorisation de la biodiversité en ville (par exemple, sur les quais de l'Yonne), et favorise les modes de déplacement doux (vélo, marche).
La ville possède son propre réseau de chauffage urbain, qui devrait être étendu de près de 7 km d'ici 2020.
De plus, d'importants travaux seront réalisés sur de nombreux logements sociaux afin de les isoler et donc limiter la consommation de chauffage en hiver, notamment. Le coût total de ces chantiers est estimé à plusieurs millions d'euros.
Elle possède également 3 déchetteries (des Vauguillettes, des Sablons et de Rousson). À terme, celle des Vauguillettes devrait être fermée au profit de la création d'une nouvelle déchetterie à proximité.

#### Espaces verts
Sens se voit dotée de plusieurs jardins et parcs publics, dont voici les principaux :
Le parc du Moulin à Tan est situé au sud de la ville et s'étendant sur 10 hectares. On y retrouve également les serres tropicales, abritant des espèces de plantes provenant des pays chauds, et donc peu courantes.
Le jardin de l'Orangerie, qui rassemble à travers ses massifs 3 608 plantes de 164 espèces différentes. Il est situé au cœur du centre-ville.
Le parc de la Ballastière est un grand parc situé au nord de Sens, et qui s'étend sur 17 hectares. On y compte pas moins de 1 000 arbres ; un étang accompagne ces arbres.
Le square Jean Cousin, situé à quelques pas du centre-ville, sur les promenades. Il fut créé en 1883 et offre plus de 6 000 m2 de verdure aux Sénonais.
Par ailleurs, la ville de Sens se voit distinguée de "quatre fleurs" par le Conseil National des Villes et Villages Fleuries, et ce depuis 1991.

La ville a recensé 3217 arbres sur l'espace public en 2010. Ce chiffre a très probablement augmenté, étant donné que les travaux effectués -sur les quais notamment- ont permis de planter un important nombre d'arbres.

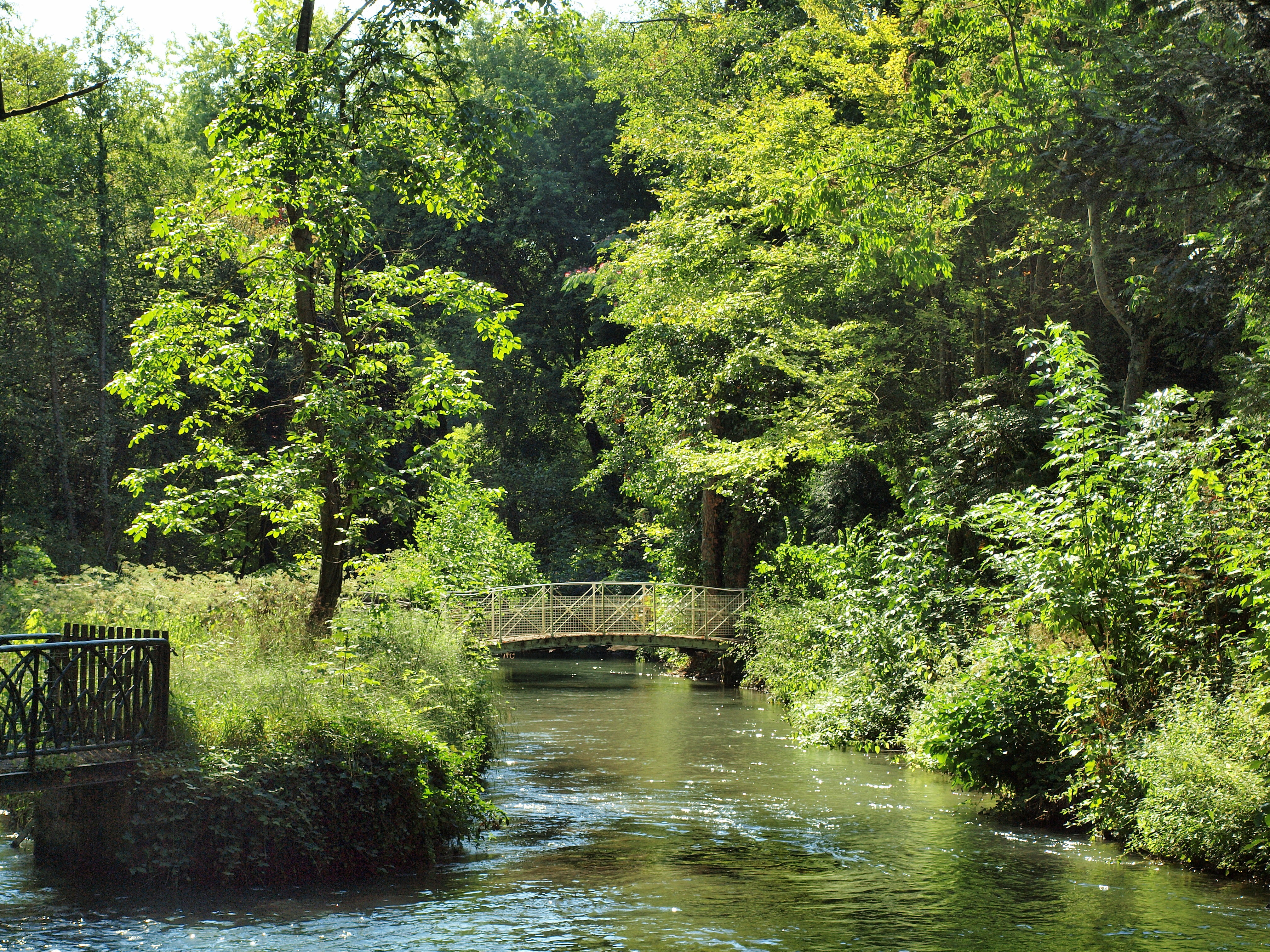
Passerelle au Parc du Moulin à Tan.
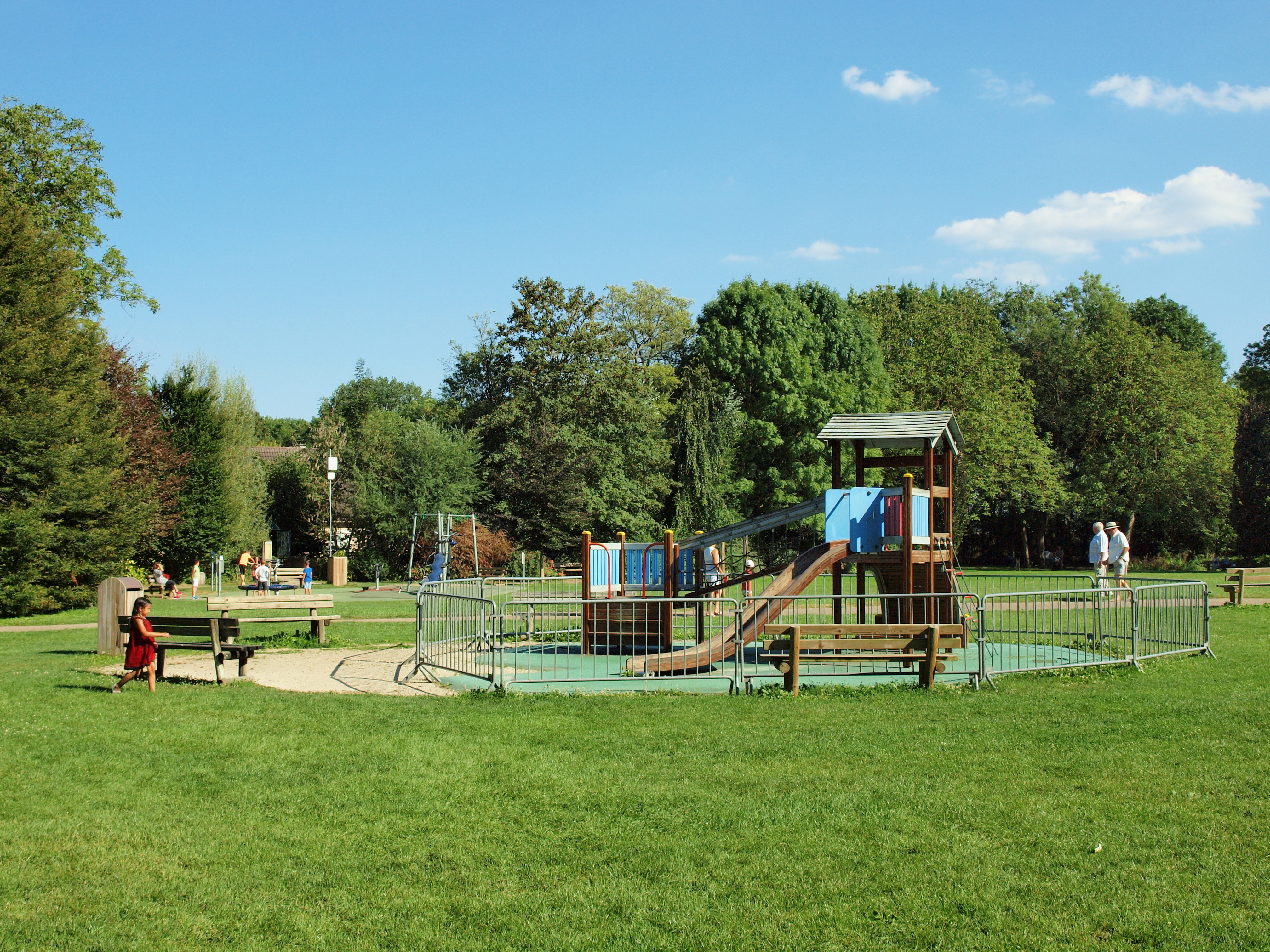
Aire de jeu au Parc du Moulin à Tan.
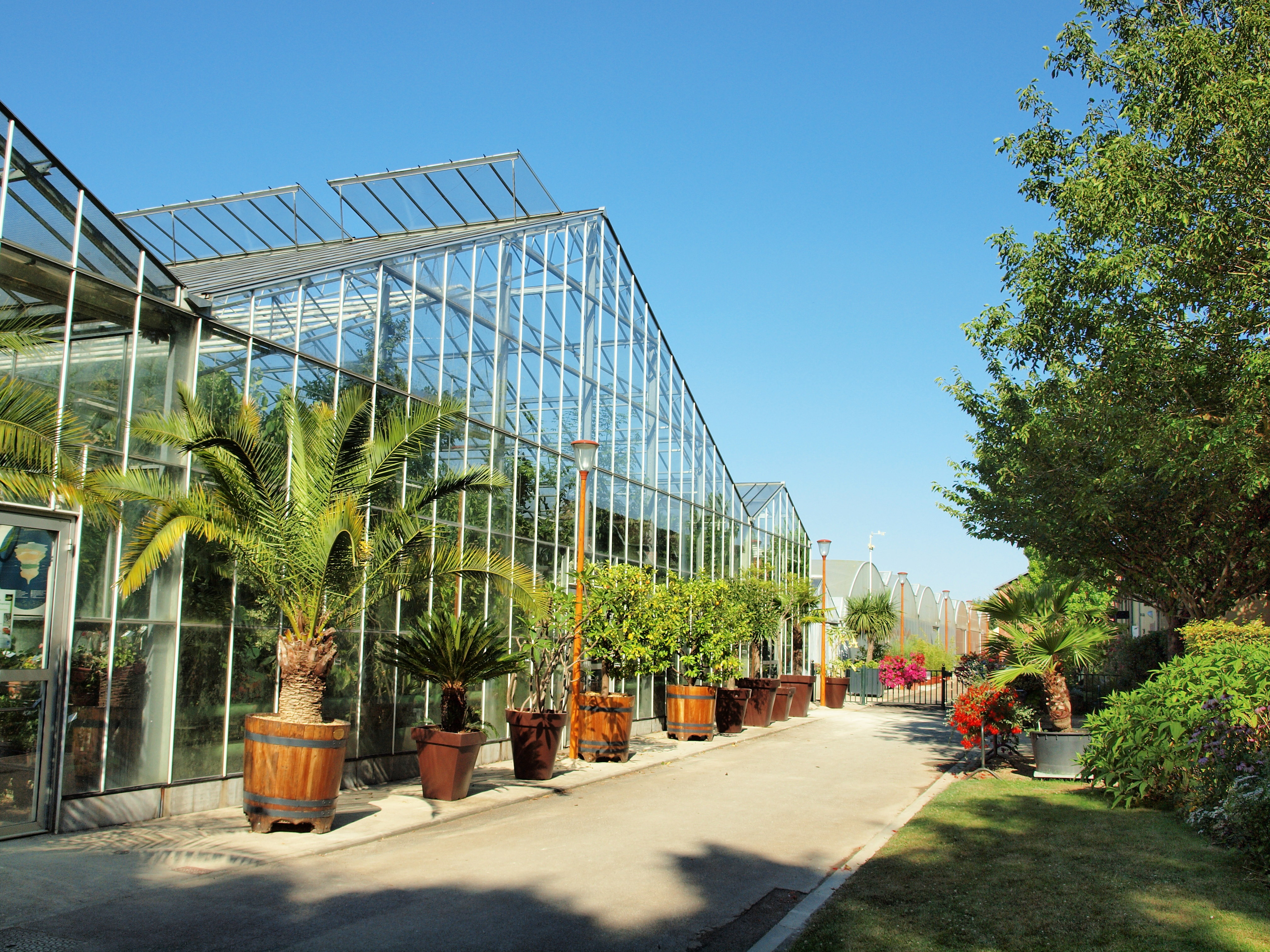
Les serres du Parc du Moulin à Tan.
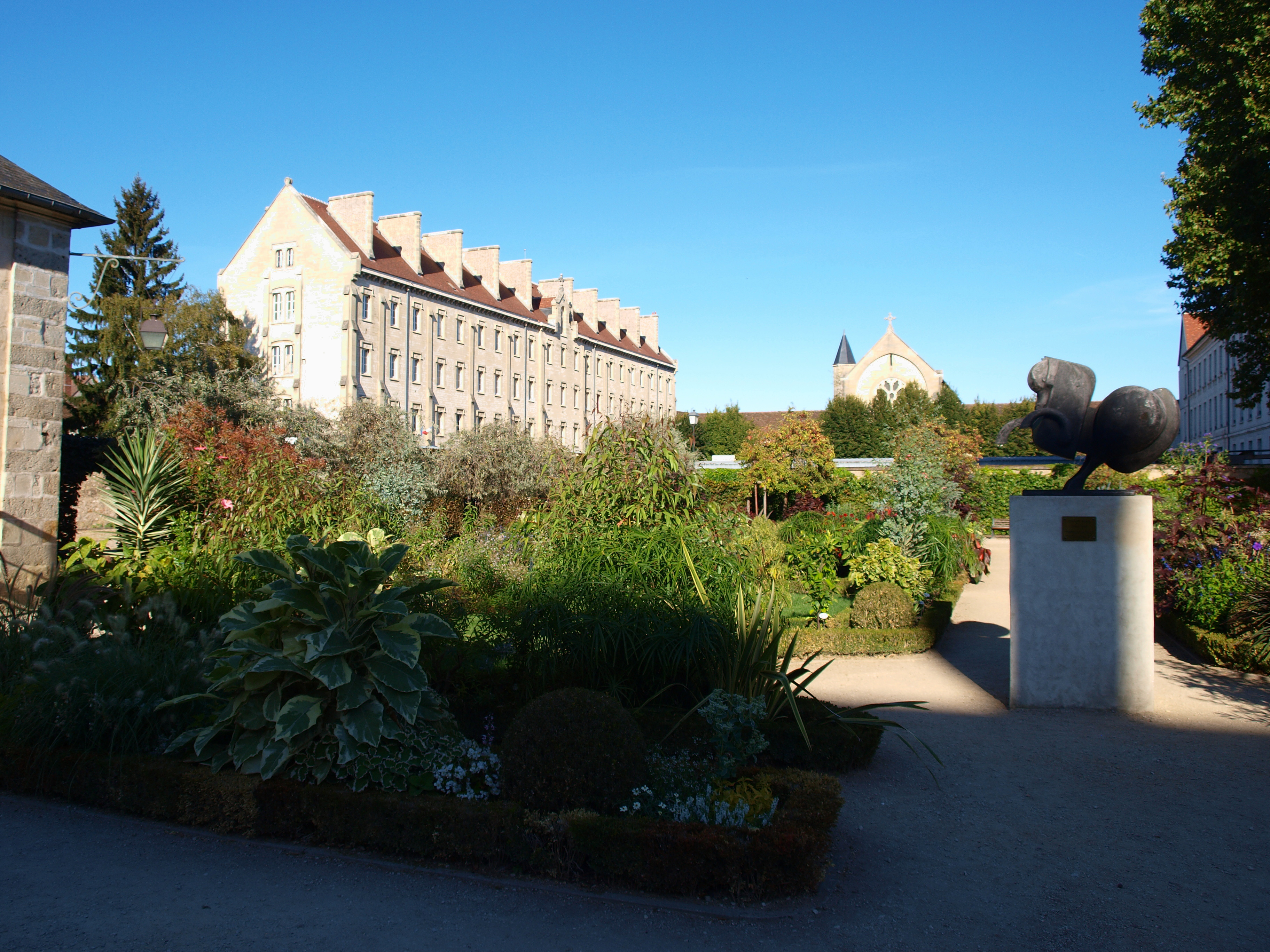
Jardin du Palais Archiépiscopal.
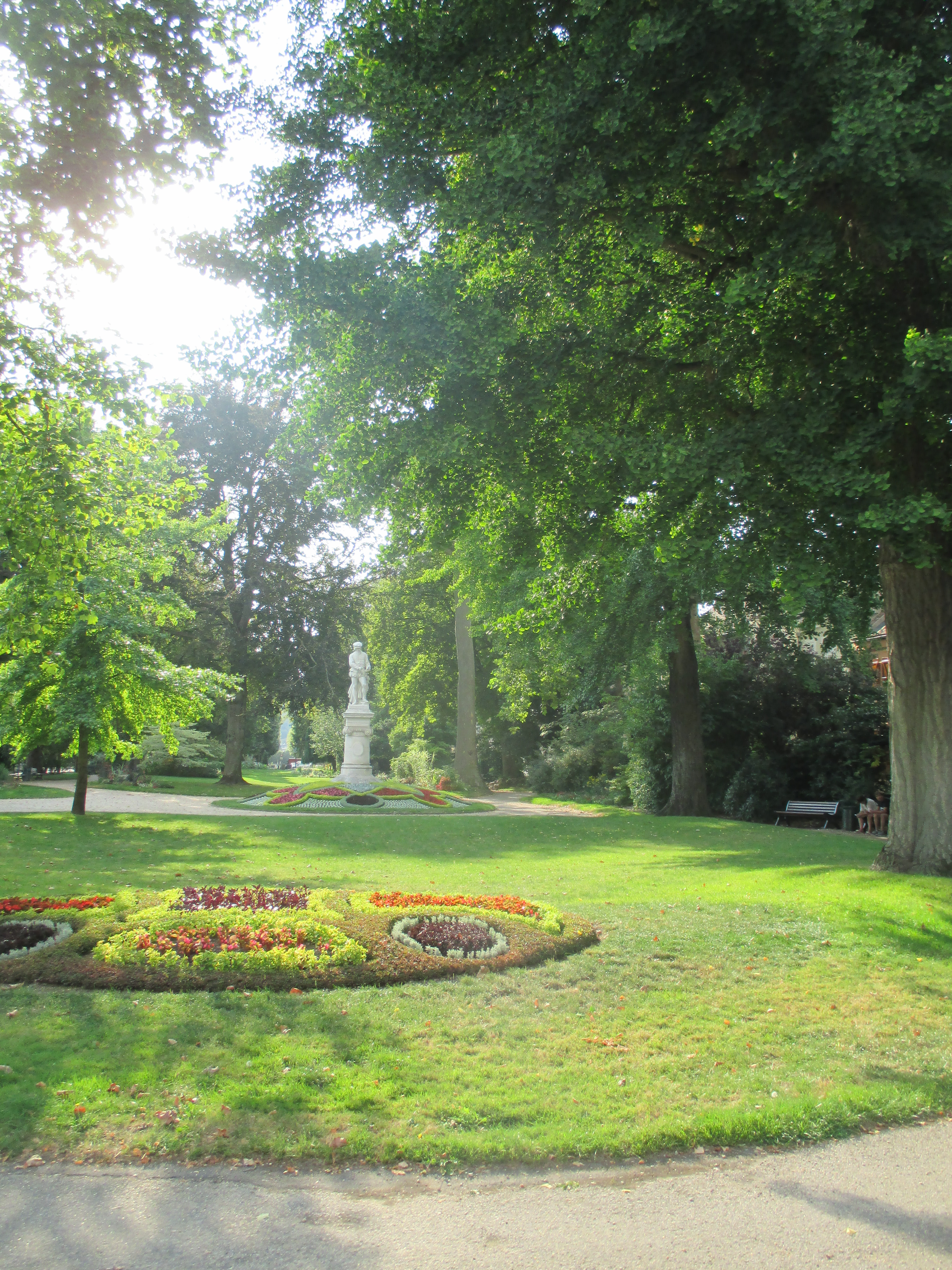
Le square Jean Cousin.

#### Collecte des déchets
La collecte des déchets est assurée par l'Agglomération, qui a, par ailleurs, lancé une campagne de renouvellement des bacs jaunes qui se poursuit en 2019.
Une fois collectés, les déchets sont emmenés dans une usine d'incinération à Sens. Cette dernière a été mise en service en 1998, et a connu d'importants travaux en 2016 afin de la moderniser (notamment réduire la pollution).

#### Eau et assainissement
Le service nommé La Sénone est l'entité locale chargée de la distribution de l'eau aux habitants de l'Agglomération de Sens. Elle gère plus de 500 km de canalisations et 71 points d'approvisionnements et stockage d'eau potable. 24 831 foyer sont alimentés par ce service, qui prélève 100 % de son eau dans les nappes phréatiques, pour un total de 3 924 676 m3 d'eau puisés en 2017. À partir de 2021, un tarif unique sera proposé aux abonnés, à savoir 0,961 € le m3,.
Quant au service d'assainissement, il gère 280 km de canalisations de collecte d'eaux usées et 9 stations d'épurations.

### Instances judiciaires et administratives
La ville de Sens héberge le siège de la communauté d'agglomération du Grand Sénonais. Elle abrite également de nombreux services publics et administrations tels que des bureaux de poste, centre des impôts, CAF, pôle emploi, etc.
La ville possède un tribunal de Grande Instance, situé dans le centre historique de la ville, ainsi qu'un tribunal de commerce et un Conseil de Prud'Hommes.

### Jumelages
| Ville | Ville       | Pays | Pays        | Période     |
| ----- | ----------- | ---- | ----------- | ----------- |
|       | Chester     |      | Royaume-Uni |             |
|       | Fafe        |      | Portugal    |             |
|       | Lörrach,    |      | Allemagne   | depuis 1966 |
|       | Senigallia, |      | Italie      | depuis 1982 |
|       | Vychhorod   |      | Ukraine     |             |

Sens, Lörrach et Senigallia constituent un cas de jumelage tripartite depuis 1986.

## Population et société

### Démographie

#### Évolution démographique
L'évolution du nombre d'habitants est connue à travers les recensements de la population effectués dans la commune depuis 1793. Pour les communes de plus de 10 000 habitants les recensements ont lieu chaque année à la suite d'une enquête par sondage auprès d'un échantillon d'adresses représentant 8 % de leurs logements, contrairement aux autres communes qui ont un recensement réel tous les cinq ans,.

En 2022, la commune comptait 27 275 habitants, en évolution de +5,26 % par rapport à 2016 (Yonne : −1,95 %, France hors Mayotte : +2,11 %).
| 1793   | 1800  | 1806  | 1821  | 1831  | 1836  | 1841   | 1846   | 1851   |
| ------ | ----- | ----- | ----- | ----- | ----- | ------ | ------ | ------ |
| 10 957 | 9 165 | 8 675 | 8 718 | 9 279 | 9 095 | 10 099 | 10 525 | 10 645 |

| 1856   | 1861   | 1866   | 1872   | 1876   | 1881   | 1886   | 1891   | 1896   |
| ------ | ------ | ------ | ------ | ------ | ------ | ------ | ------ | ------ |
| 10 845 | 11 098 | 11 901 | 11 514 | 12 309 | 13 515 | 14 035 | 14 006 | 14 924 |

| 1901   | 1906   | 1911   | 1921   | 1926   | 1931   | 1936   | 1946   | 1954   |
| ------ | ------ | ------ | ------ | ------ | ------ | ------ | ------ | ------ |
| 14 962 | 15 007 | 15 034 | 15 311 | 16 172 | 17 465 | 17 783 | 17 329 | 18 612 |

| 1962   | 1968   | 1975   | 1982   | 1990   | 1999   | 2006   | 2011   | 2016   |
| ------ | ------ | ------ | ------ | ------ | ------ | ------ | ------ | ------ |
| 20 015 | 23 035 | 26 463 | 26 602 | 27 082 | 26 904 | 26 961 | 25 146 | 25 913 |

| 2021   | 2022   | - | - | - | - | - | - | - |
| ------ | ------ | - | - | - | - | - | - | - |
| 27 034 | 27 275 | - | - | - | - | - | - | - |

Nous pouvons observer sur le graphique ci-dessus que Sens a connu une croissance démographique assez importante au cours du XXe siècle, gagnant environ 11 000 habitants au cours de ce dernier.
Sur la période 2011-2016, Sens est la seule grande ville de l'Yonne à gagner des habitants, Auxerre en perdant et Joigny passant sous le cap de 10 000 habitants. Il est possible d'attribuer cela à la proximité de la région parisienne : des personnes quittent la région parisienne sans trop s'en éloigner, certaines y gardent également leur emploi. Ainsi, elles vivent à Sens et vont travailler à Paris (en train, notamment).

#### Répartition de la population
La population de Sens est composée de 11 993 hommes et 13 791 femmes, dont la majorité à moins de 45 ans : 6 806 femmes et 6 998 hommes ont 44 ans ou moins, alors que 4 170 hommes et 5 261 femmes ont 45 ans ou plus.
| Tranche d'âge | 0-14 ans | 15-29 ans | 30-44 ans | 45-59 ans | 60-74 ans | 75-89 ans | 90 ans et + | Total  |
| ------------- | -------- | --------- | --------- | --------- | --------- | --------- | ----------- | ------ |
| Hommes        | 2 479    | 2 210     | 2 117     | 2 144     | 1 918     | 1 016     | 108         | 11 993 |
| Femmes        | 2 242    | 2 413     | 2 343     | 2 476     | 2 335     | 1 703     | 280         | 13 791 |

#### Pyramide des âges
La population de la commune est relativement jeune.
En 2018, le taux de personnes d'un âge inférieur à 30 ans s'élève à 36,1 %, soit au-dessus de la moyenne départementale (31,4 %). À l'inverse, le taux de personnes d'âge supérieur à 60 ans est de 29,1 % la même année, alors qu'il est de 31,2 % au niveau départemental.
En 2018, la commune comptait 12 157 hommes pour 14 429 femmes, soit un taux de 54,27 % de femmes, largement supérieur au taux départemental (51,33 %).
Les pyramides des âges de la commune et du département s'établissent comme suit.
| Hommes | Classe d’âge | Femmes |
| ------ | ------------ | ------ |
| 1,1    | 90 ou +      | 2,6    |
| 8,4    | 75-89 ans    | 11,6   |
| 15,7   | 60-74 ans    | 18,2   |
| 17,3   | 45-59 ans    | 17,1   |
| 18,2   | 30-44 ans    | 17,1   |
| 18,3   | 15-29 ans    | 16,8   |
| 20,9   | 0-14 ans     | 16,7   |

| Hommes | Classe d’âge | Femmes |
| ------ | ------------ | ------ |
| 0,9    | 90 ou +      | 2,5    |
| 8,5    | 75-89 ans    | 11,2   |
| 20,1   | 60-74 ans    | 20,5   |
| 20,5   | 45-59 ans    | 20     |
| 17,2   | 30-44 ans    | 16,7   |
| 15,1   | 15-29 ans    | 13     |
| 17,7   | 0-14 ans     | 16     |

### Enseignement
La ville de Sens relève de l'académie de Dijon, et est située en zone A pour les vacances scolaires ; elle dispose par ailleurs de plusieurs établissements scolaires.

#### Enseignement primaire
Sens est dotée de 9 écoles maternelles et 12 écoles élémentaires.
Liste des écoles maternelles
Liste des écoles élémentaires

#### Enseignement secondaire

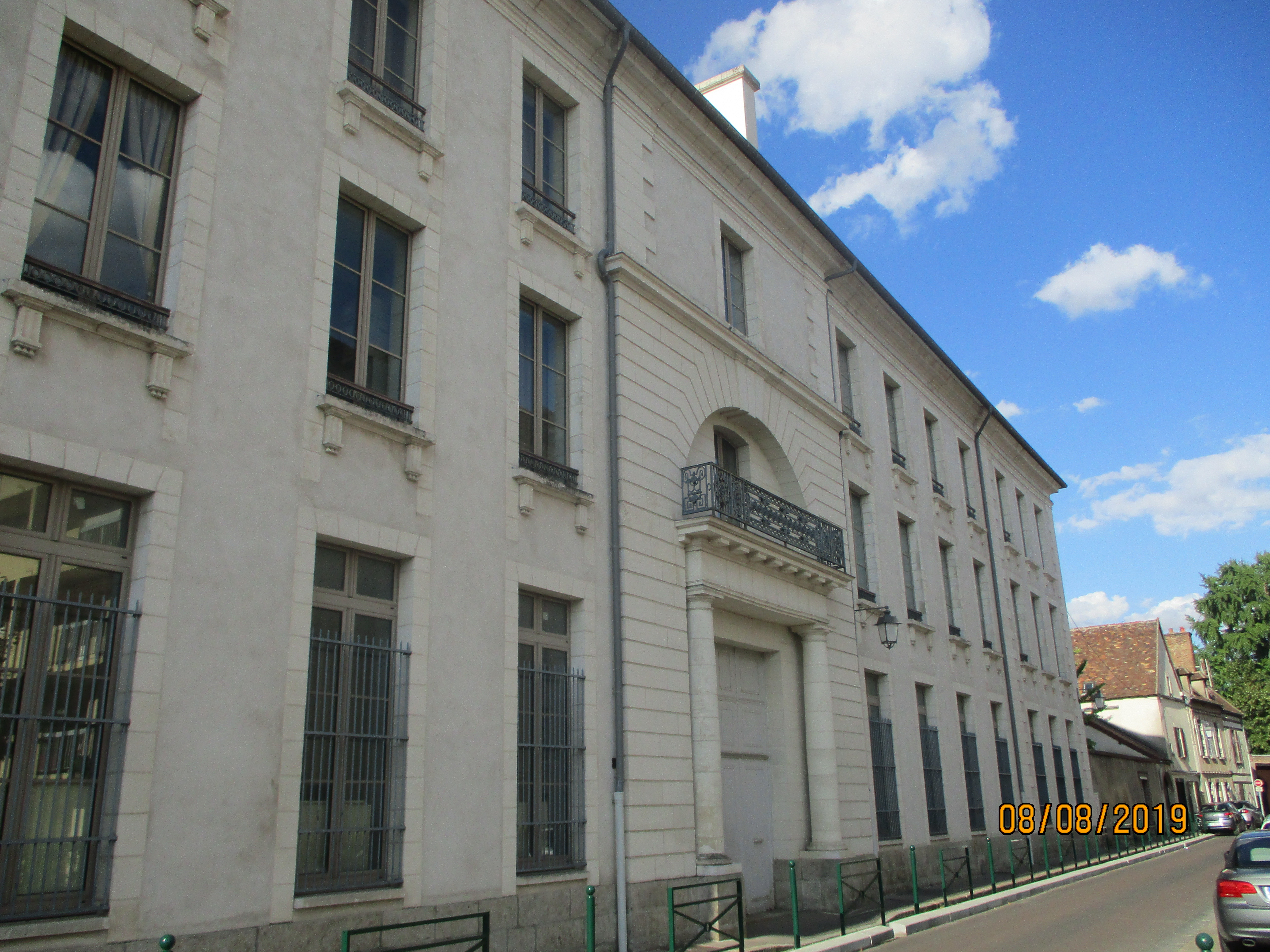
Façade Sud du collège Montpezat - Sens

Sens compte 4 collèges (dont un privé), et 2 lycées (dont un privé).
Le lycée de Sens est le successeur d'un collège religieux fondé au début du XVIe siècle. Il était tombé à l'abandon avec la Révolution lorsqu'un homme politique originaire de la ville, Bourrienne, l’a relevé au rang de lycée impérial. Stéphane Mallarmé et Robert Brasillach y ont étudié ; les philosophes Jules Lachelier, Jules Lagneau, Émile Durkheim et Gabriel Marcel, l'écrivain Maurice Levaillant et le chimiste Raoult, entre autres, y ont enseigné à la fin du XIXe siècle.
Le lycée Catherine & Raymond Janot et le lycée Curie (publics), sont regroupés sur un seul et même site, pour un total de 2 595 lycéens, en faisant ainsi le plus gros site de la région Bourgogne Franche Comté.
| Série | 2018 | 2017 | 2016 | 2015 | 2014 | 2013 | 2012 |
| ----- | ---- | ---- | ---- | ---- | ---- | ---- | ---- |
| L     | 87   | 87   | 88   | 82   | 82   | 74   | 76   |
| ES    | 90   | 91   | 91   | 94   | 96   | 93   | 78   |
| S     | 86   | 90   | 86   | 89   | 82   | 90   | 80   |
| STMG  | 73   | 84   | 78   | 65   | 81   | 80   | 67   |
| STI2D | 84   | 76   | 76   | 82   | 84   | 74   | 79   |
| STL   | 91   | 78   | 95   | 81   | 82   | 79   | 96   |
| ST2S  | 93   | 95   | 80   | 88   | 90   | 83   | 91   |
| Total | 86   | 87   | 85   | 84   | 85   | 84   | 78   |

#### Enseignement supérieur
Plusieurs possibilités s'offrent aux étudiants souhaitant poursuivre leurs études à Sens. Ainsi, une Ecole de Commerce et de Gestion y est implantée, ainsi qu'un Institut de Formation aux Métiers de la Santé, le Pôle Formation 58-89 qui propose de nombreuses formations, L'EPSI qui est une école d'Informatique ou encore les BTS dans les lycées.
De plus, un campus est en cours de création près de la gare, il devra regrouper l'École de Commerce et de Gestion ainsi que plusieurs autres infrastructures.
En juillet 2019, le pôle formation 58-89 annonce fermer ses locaux de Sens d'ici fin 2019. Ainsi, toutes les formations ainsi que les étudiants seront transférés sur le campus d'Auxerre, y compris l'EPSI. L'offre post-bac à Sens s'amoindrit alors très largement.

### Culture et festivités
- SaYonne’Ara est un festival de manga et culture japonaise qui se déroule tous les ans à Sens, dans la salle des fêtes et réunit les fans de culture japonaise et de mangas[YR 34].
- La Foire de Sens est un événement important pour la ville. Cette dernière a un rayonnement inter-départemental et rassemble 300 exposants sur les promenades, contournant le centre-ville, soit environ 3 km. Elle se déroule durant 6 jours à la fin du mois d'avril et au début du mois de mai, en même temps que la fête foraine qui se déroule également sur les promenades, côté nord[M 3].
- Le Festival Musicasens se déroule tous les ans à la fin du mois de juin. En 2018, Christophe Willem y a participé[M 4].
- Les Synodales, festival et concours de danse autour de mi-octobre[72][source insuffisante].
- Clap 89, le festival international du court métrage créé en 1987 qui se déroule au Cinéma Confluences depuis la création de ce dernier.
- La Saint Fiacre. Il s'agit de la fête des plantes et des jardiniers, elle se déroule le 2e week-end de septembre[YR 35][source insuffisante].
- Le Tournoi Sans Frontières de Football, qui se déroule tous les ans au mois d'avril et réunit des équipes U14 du monde entier. Plusieurs joueurs français, devenus champions du Monde en 2018, sont passés par ce tournoi[73].
- Sens a également son festival de l'humour. Il a lieu dans la salle des fêtes de la ville au mois de mars, et les fonds récoltés sont reversés à une association. L'édition 2018 a profité à l'association ELA, et réuni plusieurs personnalités en la présence de Gil Alma et Manu Payet[YR 36],[74].

### Santé
Le centre hospitalier de Sens, qui dispose en 2018 d'une capacité de 632 lits et places, dont médecine ; 71 en chirurgie ; 26 en gynéco-obstétrique ; 50 pour les moyens séjours hébergement. Ce dernier est en travaux afin de réhabiliter et moderniser ses infrastructures.
La clinique Paul-Picquet est également implantée a Sens, et offre divers soins.
L'hélicoptère du SAMU de l'Yonne peut être affrété près de Sens et, depuis juillet 2018, un second hélicoptère médicalisé a été mis en service. Ce dernier est celui de la sécurité civile de Seine-et-Marne, qui pourra être appelé en cas de besoin dans le nord de l'Yonne.

### Sécurité

#### Institutions et équipement
Sens est doté d'une École nationale de police, formant les futurs agents. Cette dernière est implantée sur une surface de 6 hectares depuis 1948, dans des bâtiments qui abritaient autrefois une caserne militaire.
Elle dispose d'une Police Municipale, une Police Nationale et d'une Gendarmerie Nationale.
Les forces de l'ordre disposent de 60 caméras de sécurité pour les aider, fin 2018. Ce chiffre devrait franchir le cap des 70 d'ici fin 2019.

#### Faits divers
Des faits marquants se sont produits à Sens, fin 2015. Alors que la France venait de connaître les attentats meurtriers du 13 novembre 2015, déclenchant l'État d'Urgence, des armes sont retrouvées dans des logements du quartier des Champs-Plaisants lors de perquisitions menées par la gendarmerie et le GIGN. Le préfet a alors déclenché un couvre feu entre le vendredi 20 novembre à 20 h et le lundi 23 novembre à 10 h. Ce dernier interdisait toute circulation automobile ou piétonne de 22 h à 6 h, sauf aux véhicules d'urgence.
Entre 2017 et 2018, le nombre de cambriolages a diminué de 13 % à Sens, passant de 176 à 155. En 2017, 10 % des cambriolages s'étant produit dans l'Yonne étaient à Sens, contre 9 % en 2018.

### Sport
Sens a obtenu le label Ville active et sportive le 8 février 2019.
La ville dispose de 73 équipements sportifs, répartis sur 35 sites, dont :
- Stade Bacary Sagna, doté d'une pelouse synthétique[YR 42]
- Complexe sportif Roger Breton, rénové en 2015
- Stade Fernand Sastre
- Stade Claude Pitout
- Gymnase Romain Rolland
- Centre Nautique Pierre Toinot, équipé de 2 bassins couverts, un bassin extérieur, une fosse à plongeon découverte dotée de 3 plongeoirs (2 planches et 1 plate-forme, de hauteurs respectives 1 mètre, 3 mètres, 5 mètres), un sauna, etc[M 5]
- Piscine Tournesol, équipée d'un bassin couvert, d'un sauna, d'un hammam, etc.

La ville comporte 63 associations sportives, qui réunissent 9 113 adhérents, dans une cinquantaine de sports tels que  Volley-ball, le Football, le Basket-ball, le Rugby, le Handball, l'Aquagym, le Judo ou la Natation. Une 64e association sportive sera mise en place pour septembre 2019, il s'agit d'une équipe de football américain baptisée Les Spectres.
La ville a été Ville-départ d'une étape du Tour de France en 1982.

#### Clubs et sportifs
Le Sens Olympique Club Volley-ball évolue lors de la saison 2013-2014 dans le championnat élite (N1).
Nicolas Vuillermot est un pilote de VTT français qui est originaire de Sens. Il fait partie des meilleurs trialistes mondiaux et il contribue à l'organisation de compétitions de VTT Trial à Sens.
Le Football Club de Sens évolue pour la saison 2018-2019 en championnat de Régional 1.

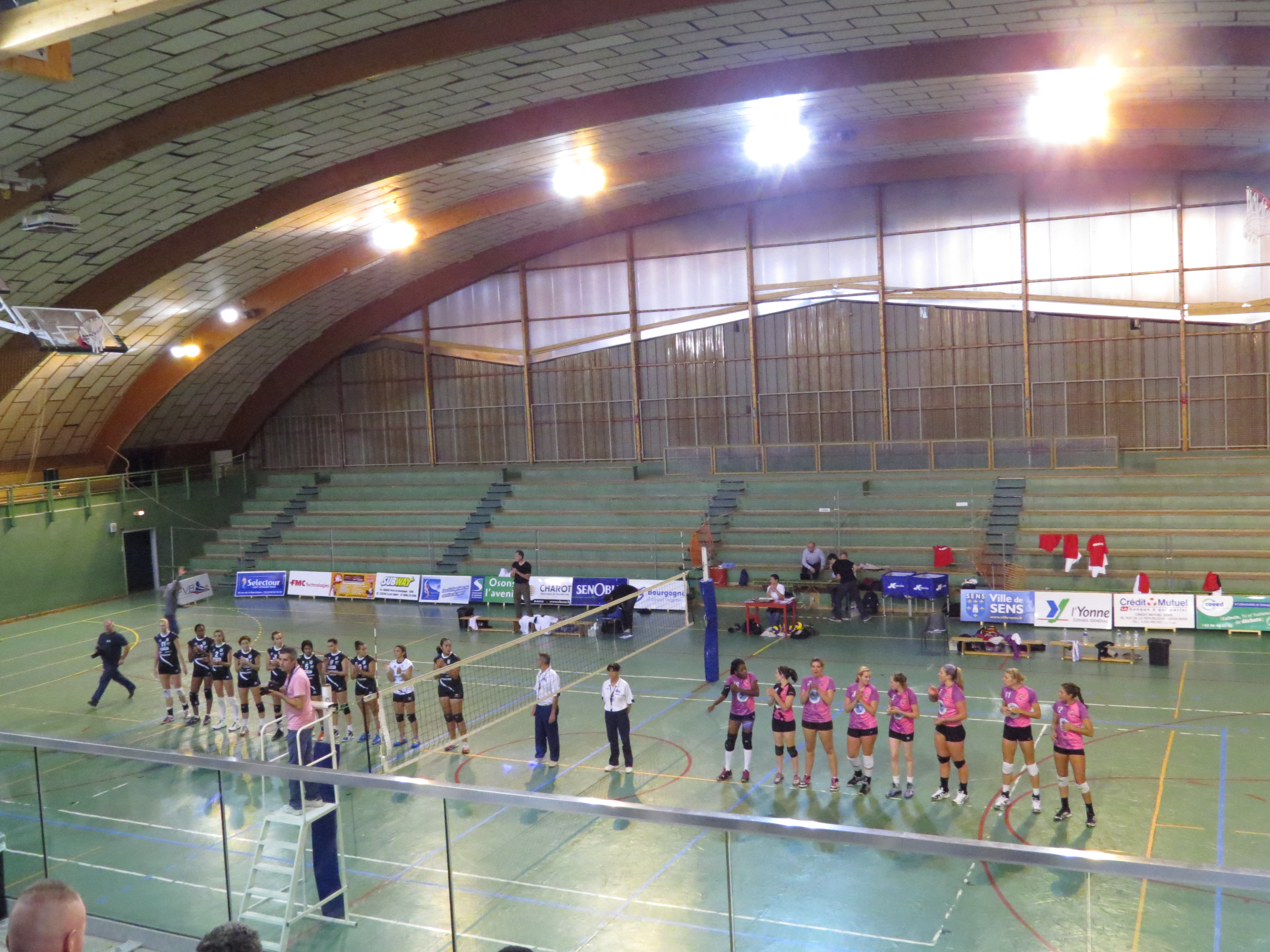
Sens face à Laon.
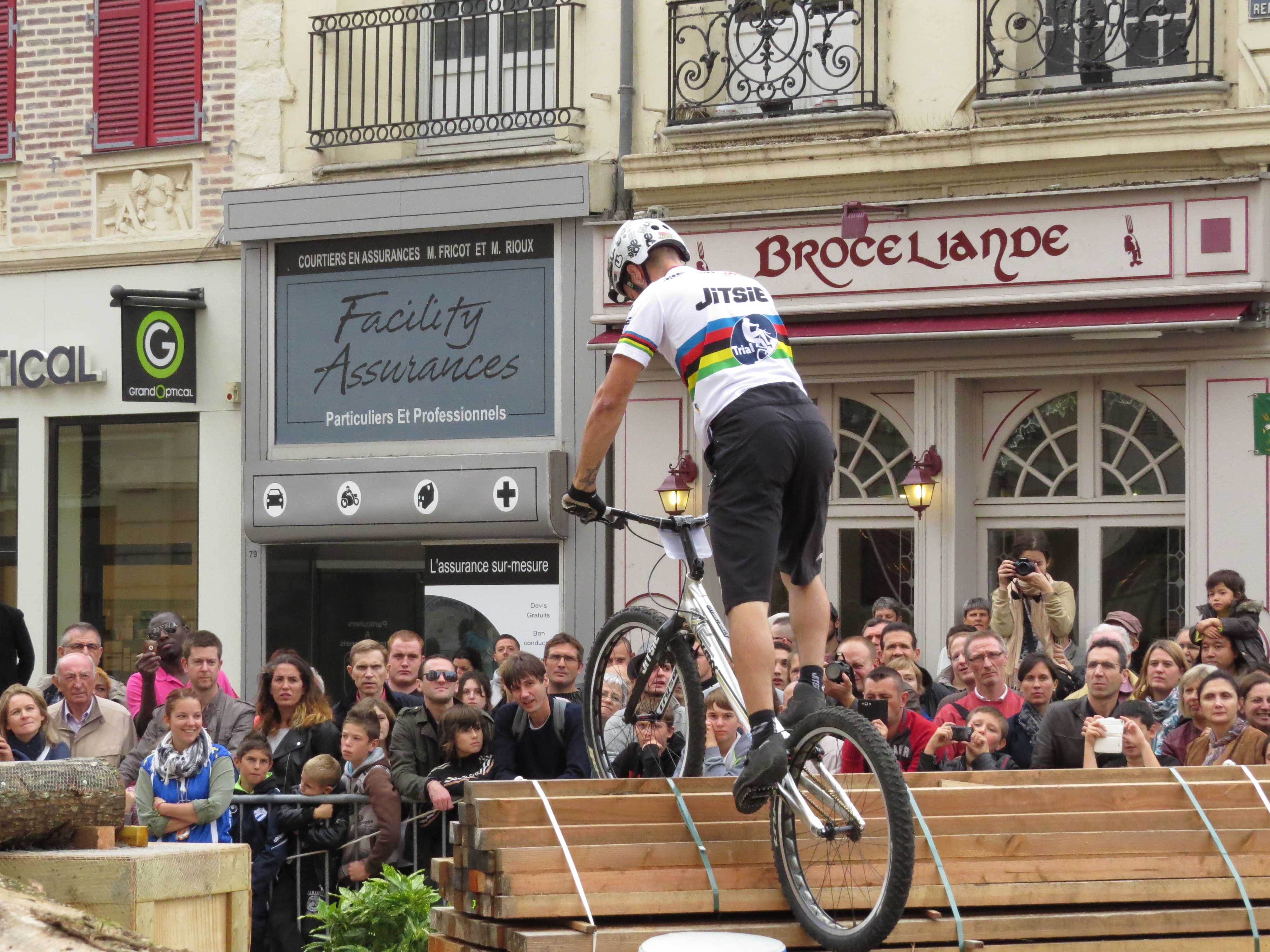
Vincent Hermance lors du 2e Trial Sports Challenge Entreprises de Sens.
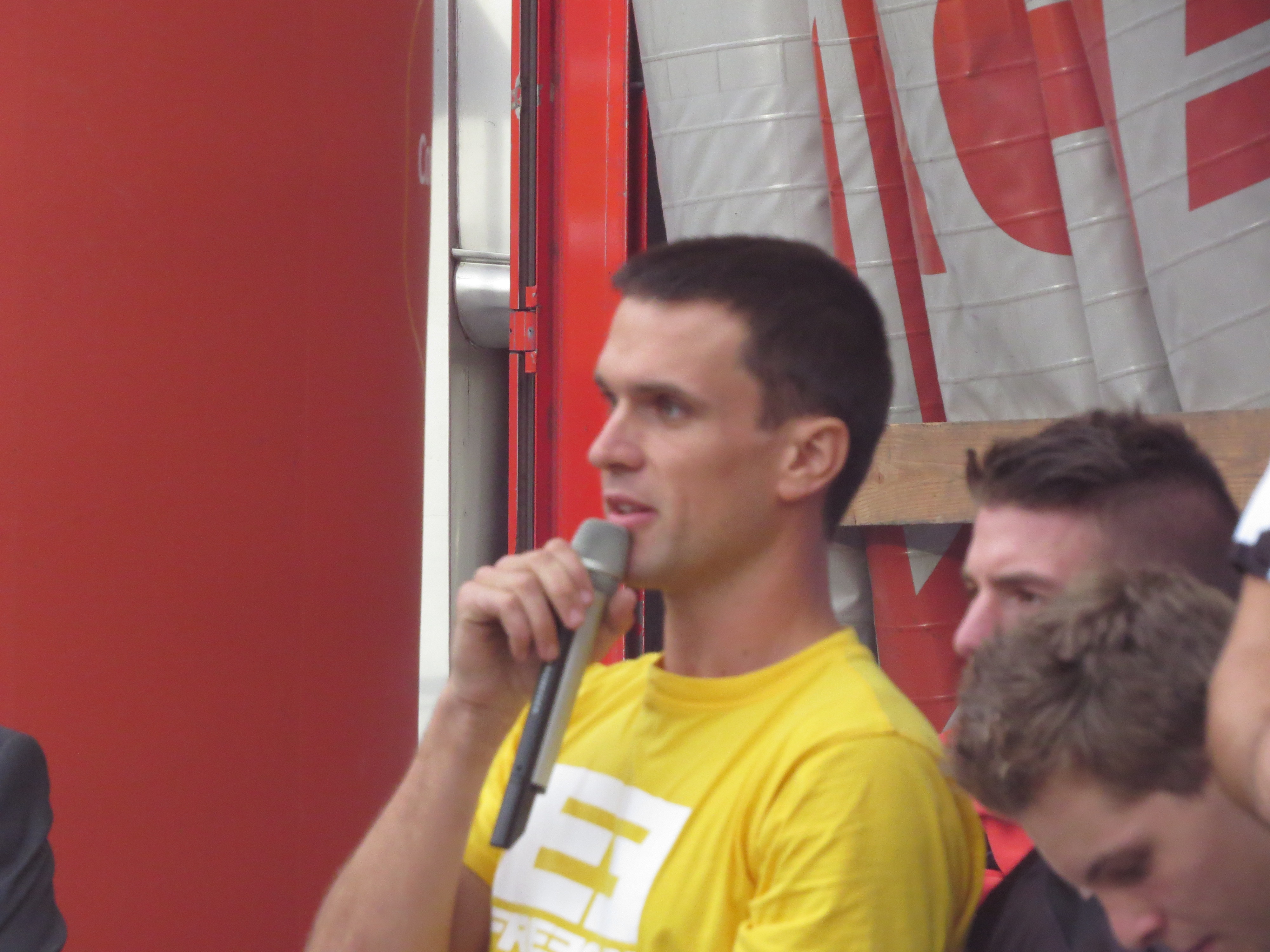
Nicolas Vuillermot.

## Médias et télécommunications

### Médias
Le journal L'Yonne républicaine est disponible à Sens. Il dispose, par ailleurs, de locaux rue de la République.
Le journal Le Sénonais Libéré, publié depuis la fin de 1944, était bihebdomadaire. Devenu L'indépendant de l'Yonne en 2004, il est devenu 100% en ligne et gratuit depuis 2022.
Concernant la télévision locale hertzienne, la ville de Sens est couverte par trois antennes régionales de la chaîne France 3 : Bourgogne, Champagne-Ardenne et Paris Île-de-France.
La municipalité à son propre magazine local :
- Sens : il est distribué tous les deux mois aux habitants de la ville de Sens. Plusieurs hors série sont distribués pour l'été notamment[M 6].
- Grand Sénonais Magazine : magazine publié deux fois par an et distribué à l'ensemble des habitants de la communauté d'agglomération du Grand Sénonais. Plusieurs « newsletters », intitulées Flash'Agglo sont publiées régulièrement[CA 5].

### Radio locales et nationales
La radio locale de service public, France Bleu Auxerre, dispose d'un reporter à demeure à Sens qui couvre toute l'actualité du nord de l'Yonne. Sens dispose également de sa propre station de radio, dirigée par des amateurs : Stolliahc.
| Fréquence(s) | Nom de la radio          |
| ------------ | ------------------------ |
| 90.1         | Radio Stolliahc          |
| 90.5         | RadYonne                 |
| 91           | Fun Radio                |
| 93.8         | France Musique           |
| 94.3         | RTL                      |
| 95.1         | Vibration                |
| 95.9         | Skyrock                  |
| 96.3         | France Inter             |
| 97.2         | RNB radio nord bourgogne |
| 98.1         | Nostalgie                |
| 98.9         | Virgin Radio             |
| 100.1        | NRJ                      |
| 103.5        | France Bleu Auxerre      |
| 105.3        | RTL2                     |
| 105.7        | France Info              |
| 106.3        | Europe 1                 |

### Internet
100 % des foyers sénonais sont éligibles à une connexion internet via ADSL.
Le déploiement de la fibre optique a débuté en 2015 et devrait, normalement, se terminer en 2020. Il est effectué par Orange.

## Cultes
Sens dispose de plusieurs lieux de culte : trois églises, une cathédrale ainsi que deux mosquées et une en projet, située dans le quartier des Champs-Plaisants. Elle devrait être d'une superficie de 875 m2 et coûter 1 million d'euros (financés par les dons).

### Lieux de culte
- Monastère de la nativité, 105 rue Victor Guichard[81]
- Église Saint-Antoine, maison de retraite Notre-Dame de la Providence, rue Victor Guichard
- Chapelle de l'école Jeanne-d'Arc, rue Auguet
- Chapelle de l'institut Saint-Savinien, place Étienne-Dolet
- Chapelle de la maison de retraite, rue des Dames Vermiglio
- Chapelle, rue des Chênes-Bertin
- Mosquée Assalam et association ACCSR, avenue Georges Clemenceau[82]
- Salle de prière et centre culturel pour la communauté d'origine turque
- Temple protestant réformé, 22 rue Pasteur
- Évangélique baptiste, place Boffrand
- Synagogue, rue de la Grande-Juiverie
- Salle du royaume des témoins de Jéhovah, rue Auguet

## Économie
Le siège secondaire de la Chambre de commerce et d'industrie de l'Yonne a créé le Village d'entreprises du Sénonais en 2010, afin de faciliter l'accueil des créateurs et des entreprises à Sens, en proposant à la location des ateliers et des bureaux à moindre coût.

### Revenus de la population et fiscalité
En 2015, le revenu disponible médian par unité de consommation était de 17 095 €. Sur les 11 947 ménages fiscaux, 45,4 % étaient imposés. À l'échelle de la France, ce revenu était de 20 300 € la même année.
En 2015 toujours, le salaire net horaire moyen était de 12,6 €, inégalement réparti entre les hommes (13,3 €) et les femmes (11,5 €).

### Emploi
La population active totale (de 15 à 64 ans), représentait 10 937 personne à Sens en 2015, 8 299 ayant un emploi.
Comme le prouve le tableau ci-dessous, la majorité des emplois sont des travaux d'employé, talonnée par les professions intermédiaires. Les agriculteurs exploitants sont très peu nombreux.
Emplois par catégorie socioprofessionnelle en 2015 à Sens
| Catégorie socioprofessionnelle                    | 2015   |
| ------------------------------------------------- | ------ |
| Agriculteurs exploitants                          | 0,4 %  |
| Artisans, commerçants, chefs d’entreprise         | 4,4 %  |
| Cadres et professions intellectuelles supérieures | 11,9 % |
| Professions intermédiaires                        | 29,1 % |
| Employés                                          | 32,8 % |
| Ouvriers                                          | 21,3 % |

### Entreprises et commerces
Le centre-ville, dont les principales artères sont la « Grande-Rue » et la « rue de la République » et leurs rues annexes regroupent de nombreux commerces variés.
Le centre commercial nord (galerie commerciale E.Leclerc) et la zone d'activité des Rives-Nord regroupant de nombreuses grandes surfaces spécialisées (Conforama, La Foir'Fouille, Intersport, JouéClub, etc.).
Le centre commercial ouest (galerie commerciale Carrefour Sens-Voulx) et la zone d'activité de la gare SNCF.
Le centre commercial est (galerie commerciale Carrefour Sens-Maillot).
L'ancien centre commercial Champbertrand où étaient implantés un Intermarché et plusieurs commerces. Depuis la fermeture du magasin Intermarché le 30 juin 2016, seule la pharmacie n'a pas fermé. En 2019, de nouveaux commerces vont ouvrir (salon de coiffure, salle de sport, etc).
Le centre commercial des Champs-Plaisants (reliant les quartiers des Champs Plaisants et des Champs d'Aloup).
Le centre commercial sud (galerie commerciale Auchan) et la zone commerciale Sens-Sud, à proximité de Maillot.

### Pôle culturel «Portes de Bourgogne»
« Portes de Bourgogne » est une zone commerciale située au sud de la ville de Sens, sur la D606 en entrée de ville, constituée d’une offre large dans les domaines de la culture, des loisirs et du commerce.
Le projet contribue au rééquilibrage de l’appareil commercial périphérique, essentiellement développé au nord, à l’est et à l’ouest de la ville.
Ce projet comprend un hypermarché Auchan d’une surface de vente de 9 000 m2 comprenant une galerie marchande de 2 000 m2, ainsi qu'un grand et moderne multiplex cinématographique, nommé « Cinéma Confluences », de moyennes surfaces pour environ 13 000 m2 (Decathlon, Kiabi, etc.) et de nombreux autres commerces à proximité. Deux hôtels s'y sont implantés, ainsi que plusieurs restaurants.

### Tourisme
Au 1er janvier 2019, Sens comptait 7 hôtels pour 279 chambres, répartis comme suit : un hôtel 2 étoiles, trois 3 étoiles et trois non classés. Ce chiffre a gonflé ces dernières années, notamment avec l'arrivée de 2 hôtels Ibis et Ibis Budget.
Le parc du Moulin à Tan est l'un des lieux les plus visités de l'Yonne, avec entre 200 000 et 250 000 visiteurs annuels.
En 2019, plusieurs panneaux touristiques vont être installés le long des autoroutes de l'Yonne ; dont un près de Sens. Celui ci aura pour but d'augmenter l'attrait touristique, et donc attirer des touristes.

## Culture locale et patrimoine

### Lieux et monuments

La cathédrale Saint-Étienne.

- La cathédrale Saint-Étienne, place de la République : première cathédrale gothique de France[85].
- L'ancien palais des archevêques : le palais synodal et archiépiscopal, rue des Déportés de la Résistance.
- Abbaye de Saint-Jean-lès-Sens, boulevard Foch.
- Abbaye Saint-Pierre-le-Vif de Sens (disparue).
- Basilique Saint-Savinien, rue d'Alsace-Lorraine
- Église Saint-Savinien-le-Jeune, rue d'Alsace-Lorraine.
- Carmel de Sens, rue des Déportés de la Résistance..
- Église Sainte-Mathie, boulevard de Maupéou
- Église Saint-Maurice, avenue Lucien-Cornet.
- Église Saint-Pierre-le-Rond, rue Émile-Peynot
- Église Saint-Pregts, rue du Général de Gaulle
- Ancienne chapelle de l'ancien petit séminaire, aujourd'hui collège Montpezat, rue Montpezat
- Ancienne chapelle de l'ancien couvent des Célestins, aujourd'hui école Mallarmé, rue Thénard
- Les musées : l'un des plus riches musées d'art religieux médiéval de France.
- Le marché couvert : inauguré en 1882, il est situé sur la place de la République, à l'opposé de la cathédrale.
- La Maison d'Abraham : maison à colombage du XVIe siècle construite pour le tanneur Nicolas Mégissier, appelée aussi maison des Quatre Vents. Arbre de Jessé sculpté sur le poteau cornier, représentant la Vierge et huit rois d'Israël. En 1970, un camion renversa le poteau et la maison faillit s'écrouler. La dénomination maison d'Abraham semble provenir d'une erreur populaire faisant remonter l'arbre de Jessé jusqu'à Abraham. Les instruments de travail des tanneurs sont sculptés sur les colombages.
- Le palais de justice : construit sur le site de l'ancien palais royal cité au XIe siècle, il conserve une partie ronde correspondant à une tour gallo-romaine de trois niveaux (le rez-de-chaussée est incorporé dans une propriété privée voisine). Ce palais aurait accueilli Saint Louis après son mariage avec Marguerite de Provence, célébré à la cathédrale de Sens. Son corps central a été reconstruit au milieu du XVIe siècle sous l'égide de Jehan Richer l'Aîné, président et lieutenant général du bailliage. Les murs de la chapelle royale (desservie par le curé de la paroisse voisine de Saint-Maximin) subsiste, empiétant sur la chaussée. Les écuries étaient situées de l'autre côté de la rue, en face de la cour. Les salles de la reine, situées dans le prolongement nord des salles du Roi, ont été loties vers 1500. Le jardin royal et les prisons ont fait place récemment à des constructions au sud. Le palais a ensuite accueilli le bailliage, puis le siège présidial, et diverses juridictions d'Ancien Régime (Eaux-et-Forêts, Point d'Honneur). Aujourd'hui, le tribunal judiciaire et le tribunal de commerce y siègent.
- Hôtel de la Caisse d'épargne, boulevard du 14-Juillet, construit au début des années 1900.
- Parc du Moulin à Tan et ses serres tropicales (3e site le plus visité dans l'Yonne[86]).
- Parc Jean Cousin
- La grande rue : rue piétonne commerçante.
- Les bords de l'Yonne.
- Dans l'allée centrale du cimetière de Sens repose Louis-Étienne Saint-Denis, le dernier mamelouk de Napoléon qui, après avoir servi l'empereur à Sainte-Hélène jusqu'à sa mort, se retira à Sens où il mourut.

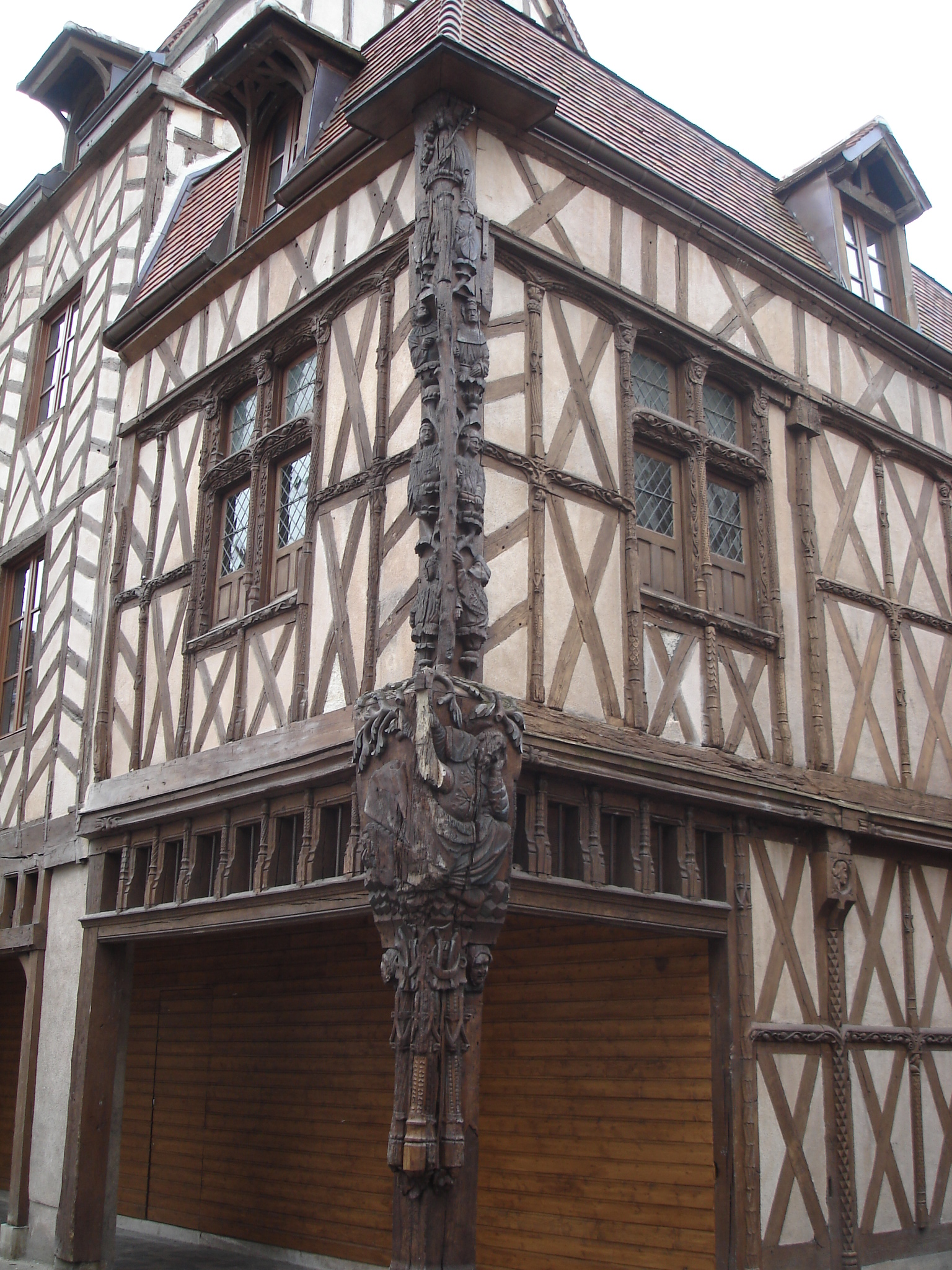
La Maison d'Abraham et l'arbre de Jessé.
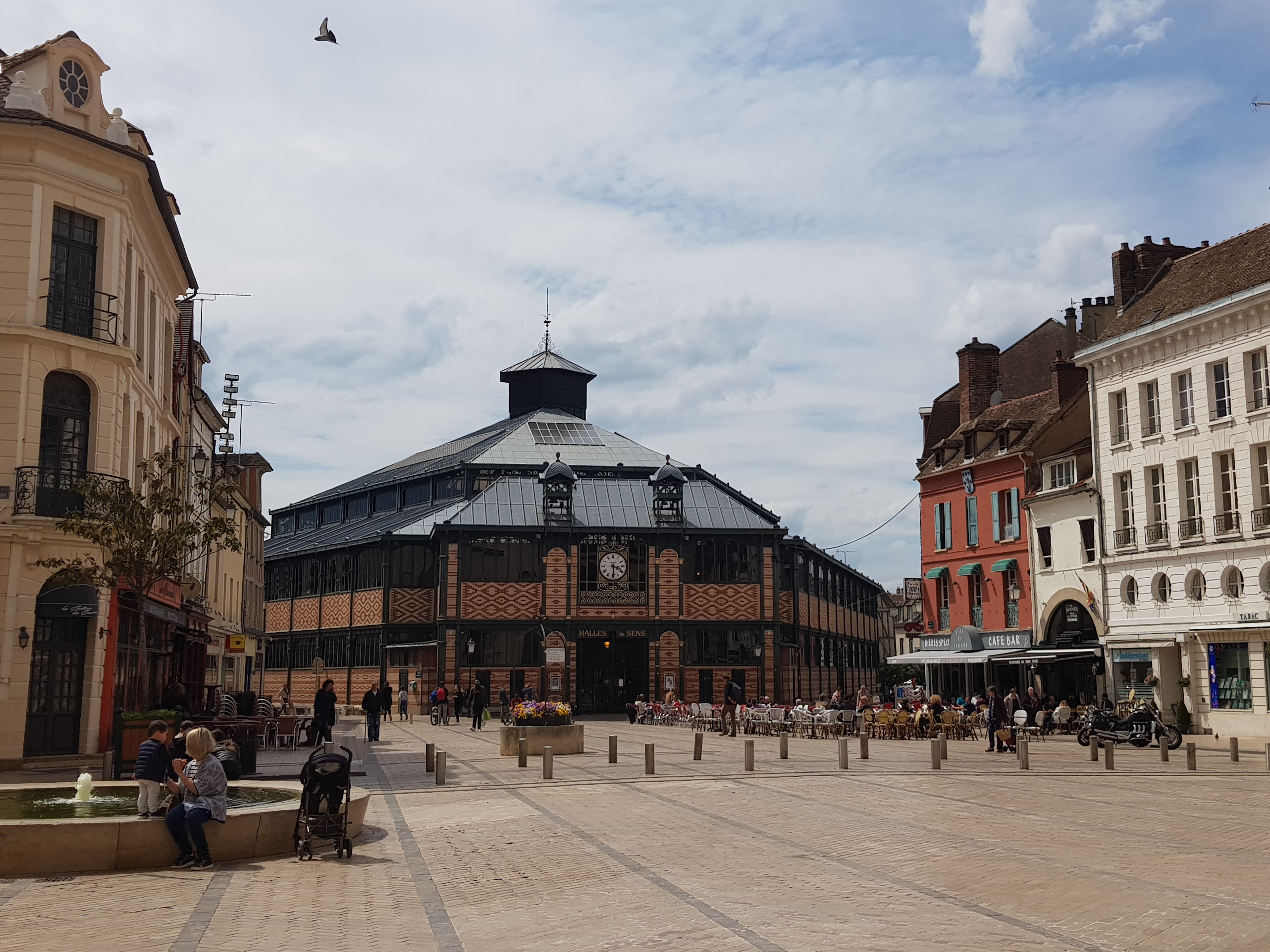
Le Marché couvert de Sens.
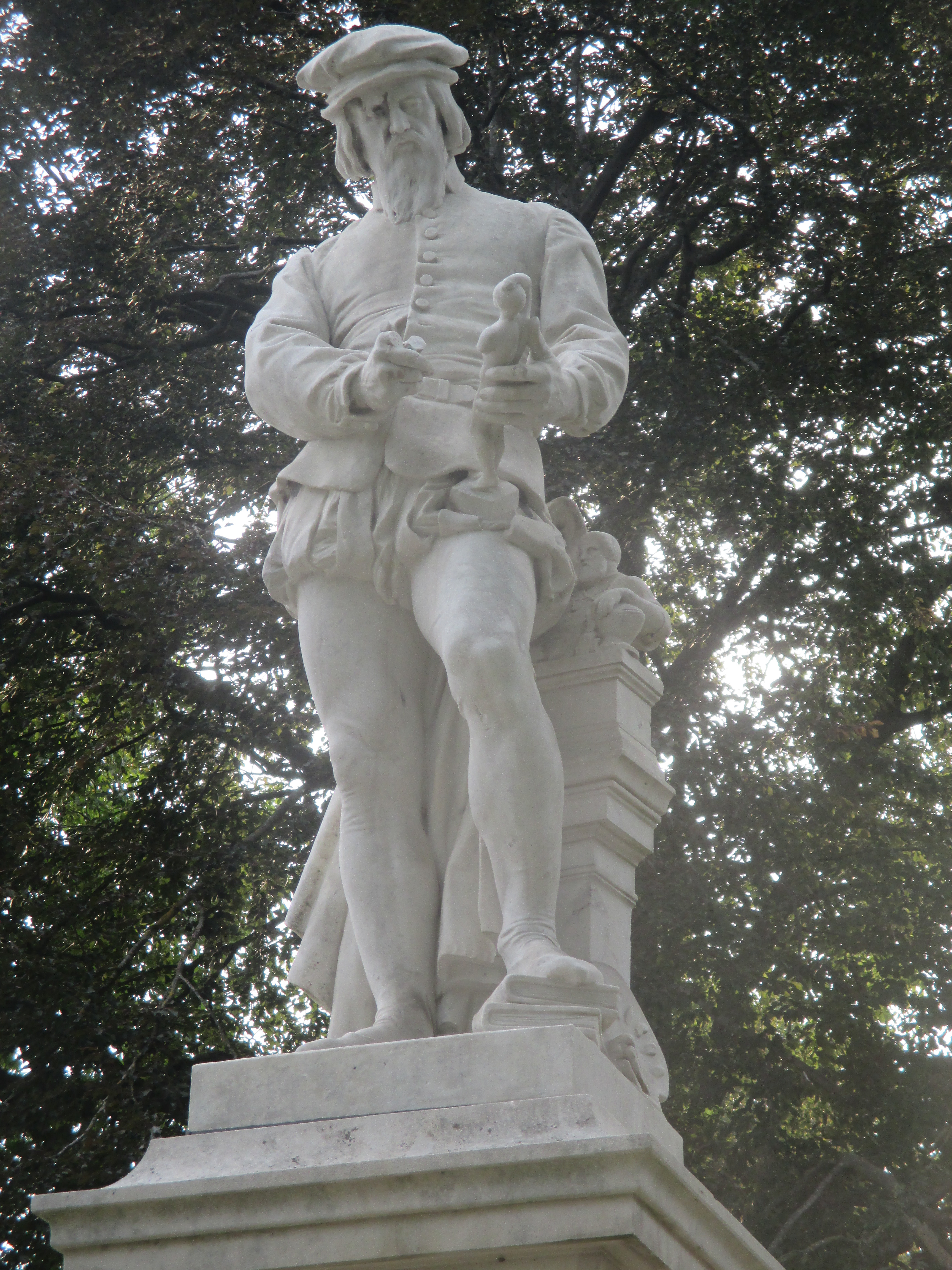
Statue de Jean Cousin dans le jardin du même nom.
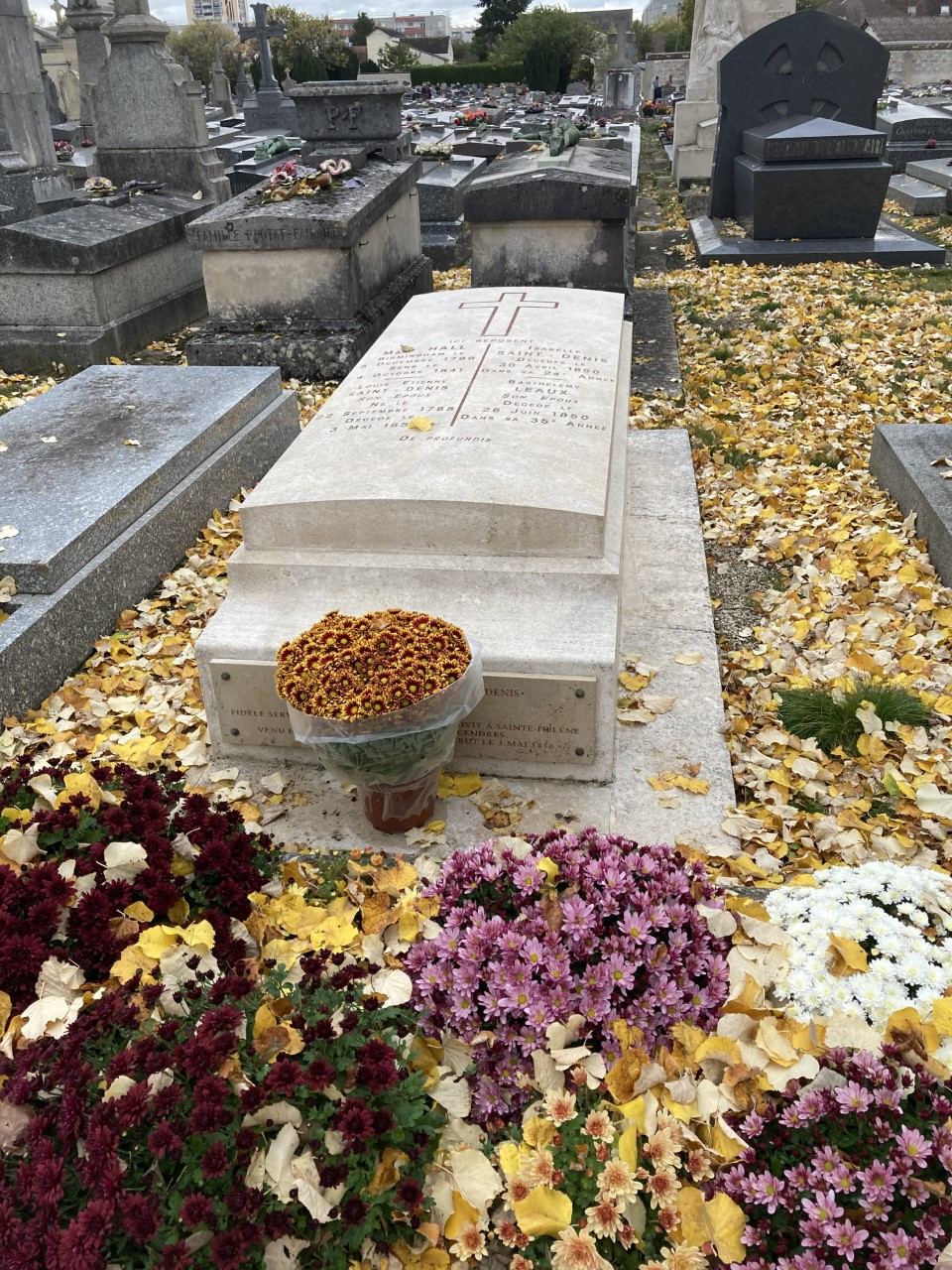
Tombe de Louis-Étienne Saint-Denis (1788-1856) au cimetière de Sens.

### Équipements culturels

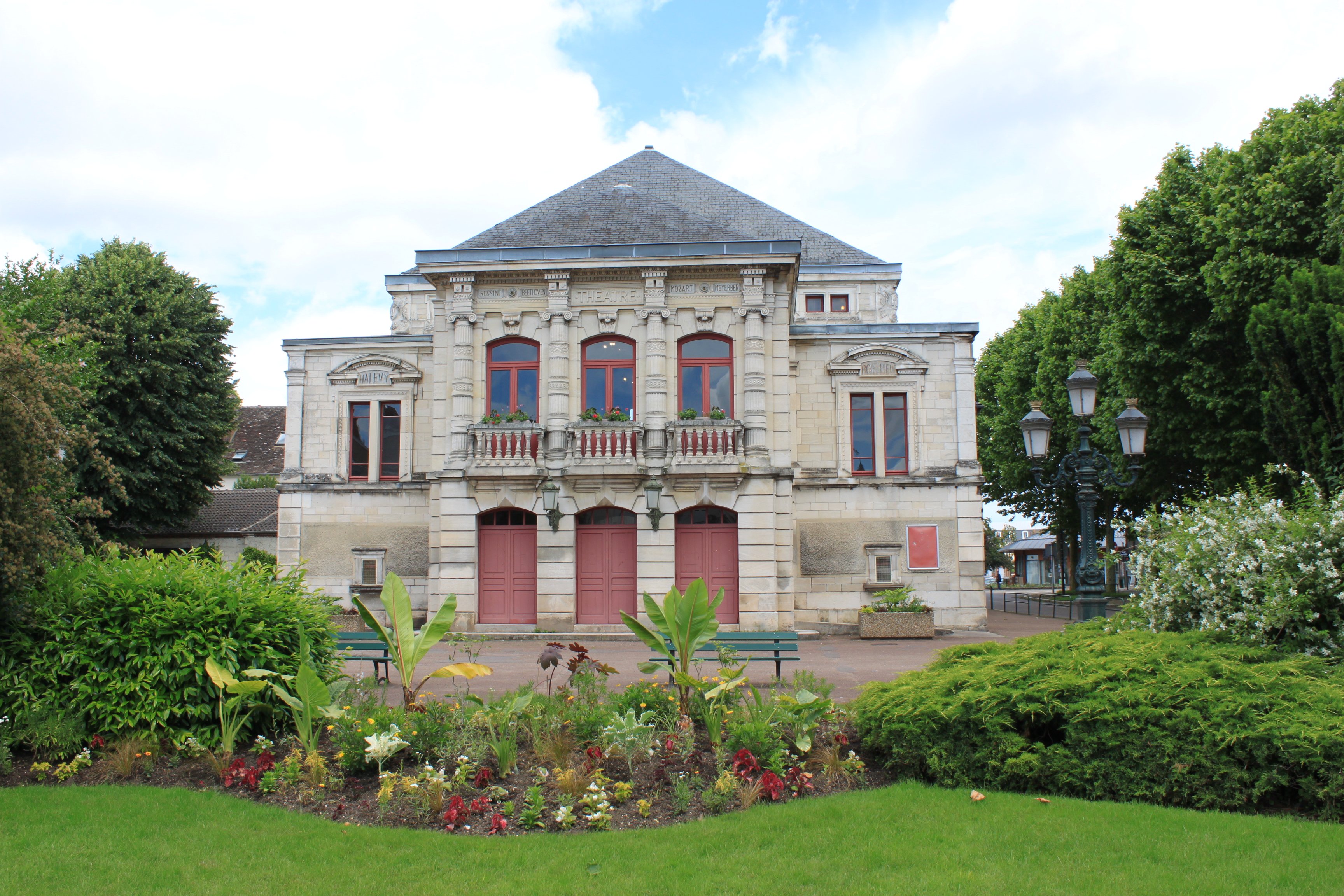
Façade du théâtre de Sens.

Plusieurs musées sont implantés au cœur du centre-ville de Sens. La ville possède également un théâtre italien, construit en 1882.
La salle des fêtes rassemble régulièrement les Sénonais lors de divers événements (festival de l'humour, SaYonn'Ara...).
Auparavant, la ville comportait deux cinémas en centre-ville. Ceux-ci ont fermé en 2015, et ont été remplacés par un grand complexe cinématographique situé dans la zone commerciale Sud. En effet, il était moins onéreux de construire un nouveau cinéma plutôt que de faire des travaux dans les anciens. Ce cinéma réalise environ 300 000 entrées annuelles.

### Sens et la littérature
Dans son Éducation sentimentale, Gustave Flaubert parle du collège de Sens (devenu depuis collège Stéphane Mallarmé) : « En 1833, d'après l'invitation de M. le président, le Capitaine vendit son étude. Sa femme mourut d'un cancer. Il alla vivre à Dijon ; ensuite il s'établit marchand d'hommes à Troyes ; et, ayant obtenu pour Charles une demi−bourse, le mit au collège de Sens, où Frédéric le reconnut. Mais l'un avait douze ans, l'autre quinze d'ailleurs, mille différences de caractère et d'origine les séparaient. […] Ils causaient de tout cela, pendant les récréations, dans la cour, en face de l'inscription morale peinte sous l'horloge ; ils en chuchotaient dans la chapelle, à la barbe de saint Louis ; ils en rêvaient dans le dortoir, d'où l'on domine un cimetière. »
Victor Hugo évoque son passage dans la cathédrale de Sens où il aurait vu se célébrer deux cérémonies en même temps : un baptême et un enterrement.
Dans le roman de Ken Follett les Piliers de la terre, un des personnages principaux, Philip, prieur de Kingsbridge, se rend à l'Abbaye Sainte-Colombe de Saint-Denis-lès-Sens pour y rencontrer Thomas Becket.

### Héraldique
| Armes de Sens | Les armes de Sens se blasonnent ainsi : « D'azur à la tour d'argent accompagnée de six fleurs de lys d'or, trois en chef, une à chaque flanc et une en pointe ». |